# Liste der Biografien/Wilh
Liste der Biografien |
Portal Biografien |
Personensuche
# |
A |
B |
C |
D |
E |
F |
G |
H |
I |
J |
K |
L |
M |
N |
O |
P |
Q |
R |
S |
T |
U |
V |
W |
X |
Y |
Z |
?
 
Wa |
Wc |
Wd |
We |
Wh |
Wi |
Wj |
Wl |
Wn |
Wo |
Wr |
Ws |
Wt |
Wu |
Ww |
Wy |
Wz
 
Wia |
Wib |
Wic |
Wid |
Wie |
Wif |
Wig |
Wih |
Wii |
Wij |
Wik |
Wil |
Wim |
Win |
Wio |
Wip |
Wir |
Wis |
Wit |
Wiv |
Wiw |
Wix |
Wiz
 
Wila |
Wilb |
Wilc |
Wild |
Wile |
Wilf |
Wilg |
Wilh |
Wili |
Wilj |
Wilk |
Will |
Wilm |
Wiln |
Wilo |
Wilp |
Wilr |
Wils |
Wilt |
Wilu |
Wilw |
Wily |
Wilz
Die Liste der Biografien führt alle Personen auf, die in der deutschsprachigen Wikipedia einen Artikel haben. Dieses ist eine Teilliste mit 556 Einträgen von Personen, deren Namen mit den Buchstaben „Wilh“ beginnt.

## Wilh

### Wilha
- Wilharm, Sabine (* 1954), deutsche Zeichnerin und Illustratorin von Kinderbüchern

### Wilhel

#### Wilhelm
- Wilhelm († 1036), Graf von Friesach und Trixen sowie Markgraf von Soune
- Wilhelm, Graf von Tonnerre
- Wilhelm, Graf von Mortain, Earl of Cornwall
- Wilhelm († 1179), letzter französischer Graf von Aumale
- Wilhelm († 1244), Bischof von Havelberg (1220–1244)
- Wilhelm († 1249), Dompropst zu Schwerin und Bischof des Bistums Schwerin (1248–1249)
- Wilhelm († 1253), römisch-katholischer Geistlicher, Bischof von Cammin
- Wilhelm († 1528), österreichischer Zisterzienser und Abt des Stiftes Baumgartenberg sowie des Stiftes Heiligenkreuz
- Wilhelm (929–968), Erzbischof von Mainz
- Wilhelm († 1056), Graf von Haldensleben und Markgraf der Nordmark
- Wilhelm († 1118), Graf von Évreux
- Wilhelm (* 1070), Graf von Luxemburg (1096–1129)
- Wilhelm († 1097), Teilnehmer des Ersten Kreuzzugs, Bruder Tankreds von Tiberias
- Wilhelm, Graf von Blois und Chartres, Herr von Sully
- Wilhelm (1112–1140), Pfalzgraf bei Rhein und Graf von Weimar-Orlamünde
- Wilhelm († 1159), englischer Prinz
- Wilhelm, Elekt von Olmütz
- Wilhelm († 1338), Graf von Arnsberg (1313–1338)
- Wilhelm (1364–1402), Herzog von Geldern, Herzog von Jülich
- Wilhelm († 1406), Herzog von Österreich
- Wilhelm (1382–1428), Graf von Ravensberg und Fürstbischof von Paderborn
- Wilhelm († 1436), Fürst zu Wenden, Herr zu Werle-Güstrow
- Wilhelm (1406–1482), Markgraf von Hachberg-Sausenberg
- Wilhelm († 1452), Herzog von Troppau und Münsterberg
- Wilhelm (1455–1511), Herzog von Berg und Jülich, Graf von Ravensberg
- Wilhelm (1487–1559), Graf von Nassau-Dillenburg
- Wilhelm (1516–1592), Herzog von Jülich-Kleve-Berg, Graf von Mark und RavensbergWilhelm (1516–1592)
- Wilhelm (1570–1597), Adeliger

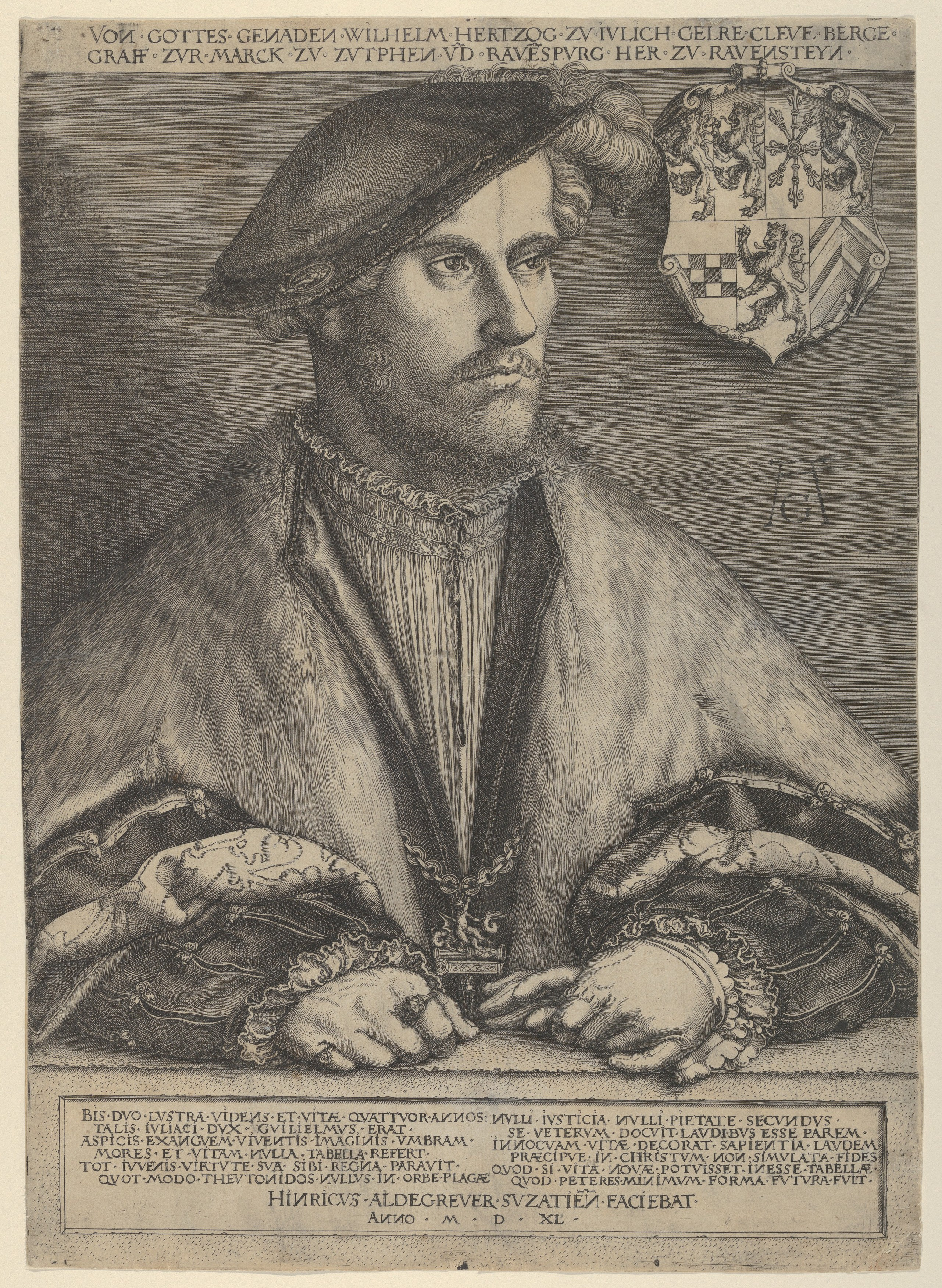
Wilhelm (1516–1592)

- Wilhelm (1586–1634), Landgraf von Leuchtenberg
- Wilhelm (1592–1642), Graf von Nassau in Hilchenbach
- Wilhelm (1593–1677), Markgraf von Baden
- Wilhelm (1598–1662), Herzog von Sachsen-Weimar
- Wilhelm (1643–1709), Fürst von Anhalt-Harzgerode
- Wilhelm (1692–1761), Landgraf von Hessen-Philippsthal-Barchfeld
- Wilhelm (1724–1777), Heerführer, MilitärtheoretikerWilhelm (1724–1777)

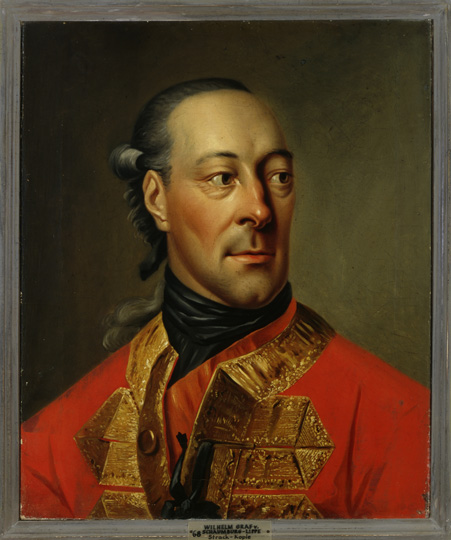
Wilhelm (1724–1777)

- Wilhelm (1726–1810), Landgraf von Hessen-Philippsthal
- Wilhelm (1759–1837), preußischer Generalmajor und hessischer Abgeordneter
- Wilhelm (1806–1884), Herzog von Braunschweig
- Wilhelm (1816–1893), Prinz von Schleswig-Holstein-Sonderburg-Glücksburg

###### Wilhelm A
- Wilhelm Adolf von Braunschweig-Wolfenbüttel (1745–1770), preußischer Oberst
- Wilhelm August (1564–1642), Herzog von Braunschweig-Harburg
- Wilhelm August (1668–1671), Herzog von Sachsen-Eisenach

###### Wilhelm B
- Wilhelm Barlais, Herr von Beirut
- Wilhelm Busac, vielleicht Graf von Eu, Graf von Soissons

###### Wilhelm C
- Wilhelm Christoph (1625–1681), zweiter Landgraf von Hessen-Homburg
- Wilhelm Christoph von Baden (1628–1652), Domherr zu Köln

###### Wilhelm D
- Wilhelm de la Mare, englischer Franziskaner und Gegenspieler des Thomas von Aquin
- Wilhelm de Moesbach, Ernesto (1882–1963), Kapuzinermissionar
- Wilhelm der Ältere (1488–1570), deutscher Graf
- Wilhelm der Ältere von Waldburg-Trauchburg (1469–1557), Augsburger Landvogt, Gesandter des Schwäbischen Bundes, oberster Feldhauptmann und Hofmeister König Ferdinands
- Wilhelm der Bretone († 1226), französischer Chronist
- Wilhelm der Jüngere († 1304), Erzdiakon von Lüttich, Feldherr im Flandernkrieg
- Wilhelm der Jüngere (1535–1592), Herzog zu Braunschweig-Lüneburg, Fürst von LüneburgWilhelm der Jüngere (1535–1592)

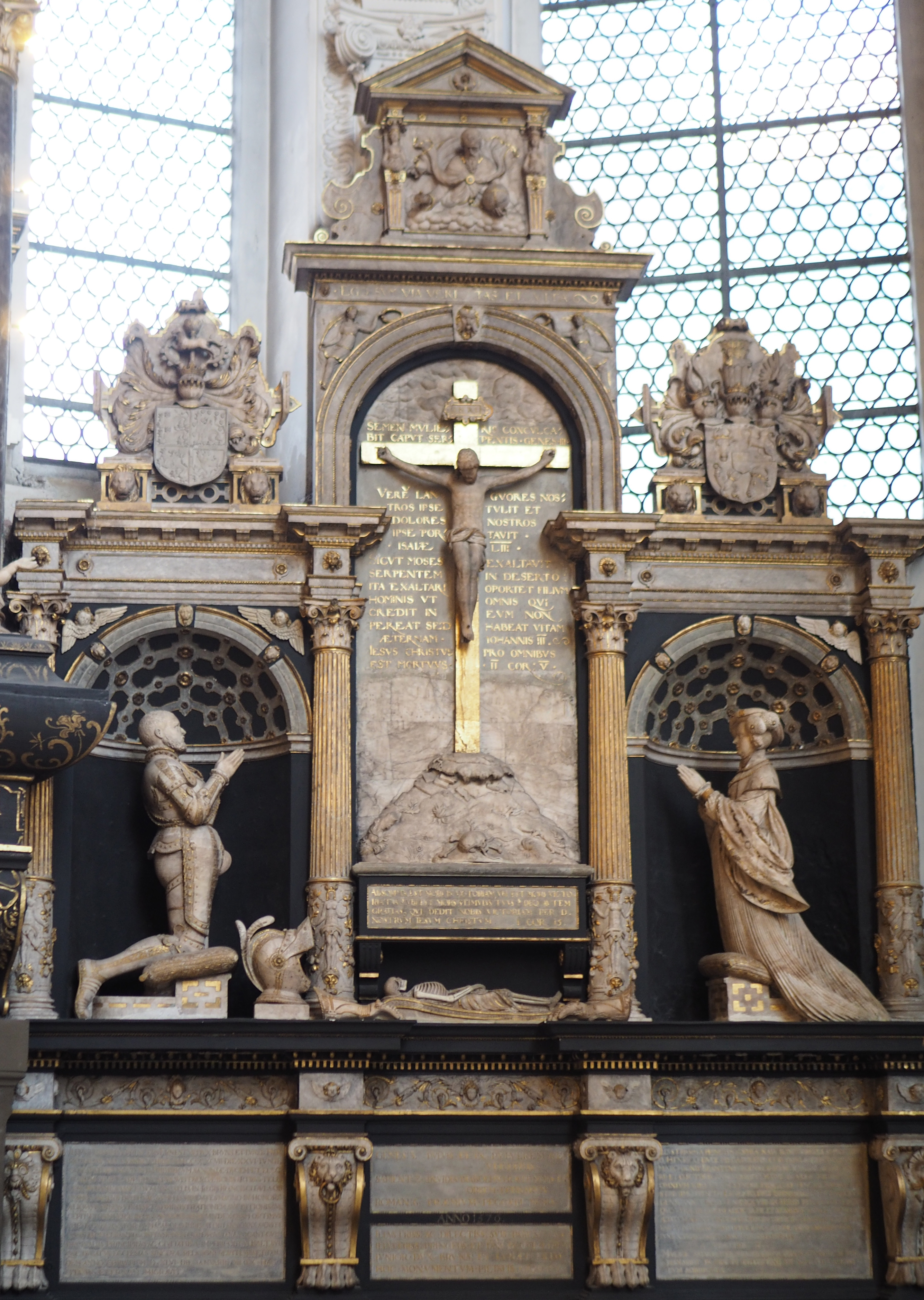
Wilhelm der Jüngere (1535–1592)

- Wilhelm Dorel († 1174), Herr von Batrun

###### Wilhelm E
- Wilhelm Eisenarm († 1046), normannischer Graf von Apulien und einer der Söhne Tankreds von Hauteville
- Wilhelm Embriaco, Adliger in der Grafschaft Tripolis
- Wilhelm Ernst (1584–1598), Graf von Waldeck-Wildungen
- Wilhelm Ernst (1662–1728), Herzog von Sachsen-Weimar
- Wilhelm Ernst (1777–1840), deutscher Adeliger
- Wilhelm Ernst (1876–1923), Großherzog von Sachsen-Weimar-Eisenach

###### Wilhelm F
- Wilhelm Freseken († 1401), Domherr und Dompropst in Münster
- Wilhelm Friedrich (1613–1664), Graf bzw. Fürst von Nassau-Dietz und Statthalter von Friesland, Groningen und Provinz Drenthe
- Wilhelm Friedrich (1686–1723), Markgraf von Brandenburg-Ansbach

###### Wilhelm G
- Wilhelm Georg Friedrich von Oranien-Nassau (1774–1799), zweiter Sohn des Erbstatthalters Wilhelm V. der Niederlande und der Prinzessin Friederike Sophie Wilhelmine von Preußen
- Wilhelm Gustav von Anhalt-Dessau (1699–1737), preußischer Generalleutnant, Erbprinz von Anhalt-Dessau

###### Wilhelm H
- Wilhelm Heinrich (1684–1718), Fürst von Nassau-Usingen (1702–1718)
- Wilhelm Heinrich (1691–1741), Herzog von Sachsen-Eisenach
- Wilhelm Heinrich (1718–1768), Fürst aus der Linie Nassau-Saarbrücken
- Wilhelm Hyacinth (1666–1743), Fürst von Nassau-Siegen, Prinz von Oranien

###### Wilhelm I
- Wilhelm I., Graf von Jülich
- Wilhelm I., Graf im Traungau
- Wilhelm I. († 918), Graf von Auvergne und Herzog von Aquitanien
- Wilhelm I., oberitalienischer Graf fränkischer Herkunft
- Wilhelm I. († 942), Herzog der NormandieWilhelm I. († 942)

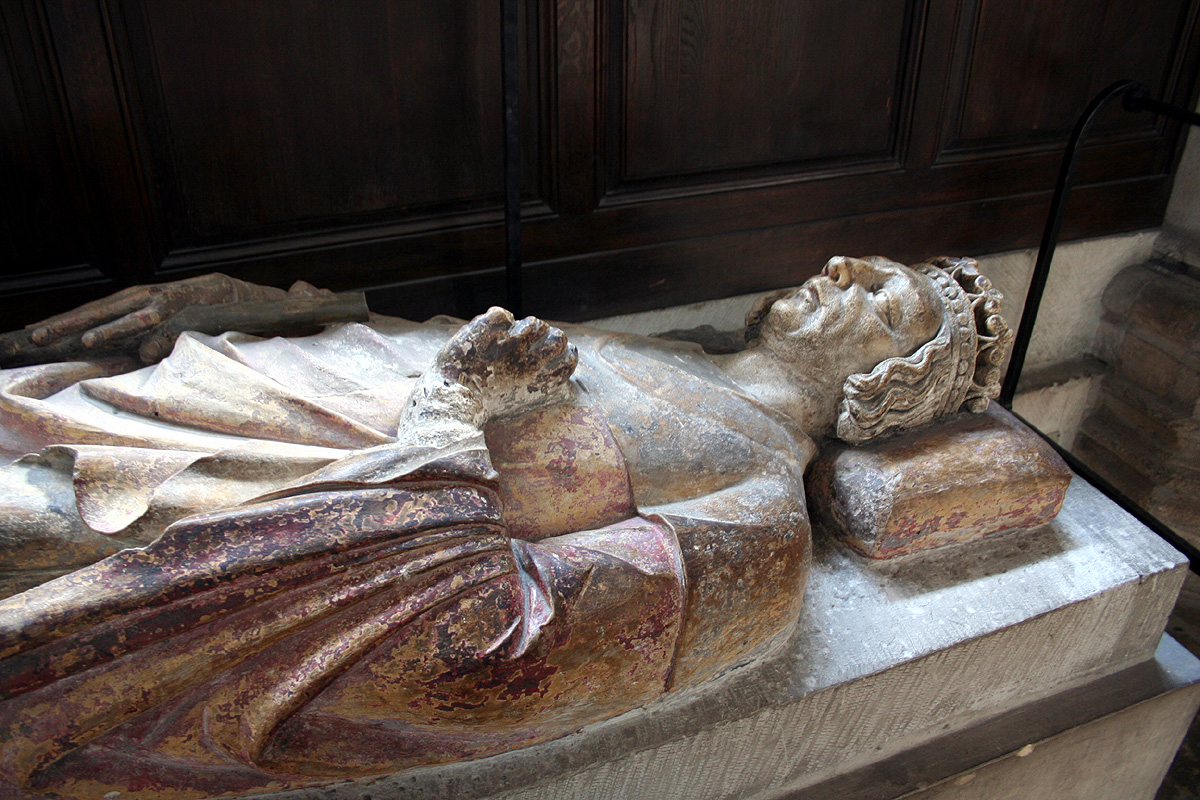
Wilhelm I. († 942)

- Wilhelm I. († 963), Graf von Weimar
- Wilhelm I. († 993), Graf und später Markgraf von Provence, als Wilhelm II. Graf von Arles
- Wilhelm I., Graf von Hiémois; Graf von Eu
- Wilhelm I. († 1052), Graf von Besalú aus dem Haus Barcelona
- Wilhelm I. († 1098), Graf von Nevers, Auxerre und Tonnerre
- Wilhelm I. († 1172), Vizegraf von Béarn
- Wilhelm I. († 1218), Graf von Sancerre
- Wilhelm I. († 1221), Graf von Joigny
- Wilhelm I. († 1331), Herrscher der Grafschaft Katzenelnbogen
- Wilhelm I. (1020–1087), Graf von Burgund und Mâcon
- Wilhelm I. († 1087), König von England und Herzog der NormandieWilhelm I. († 1087)

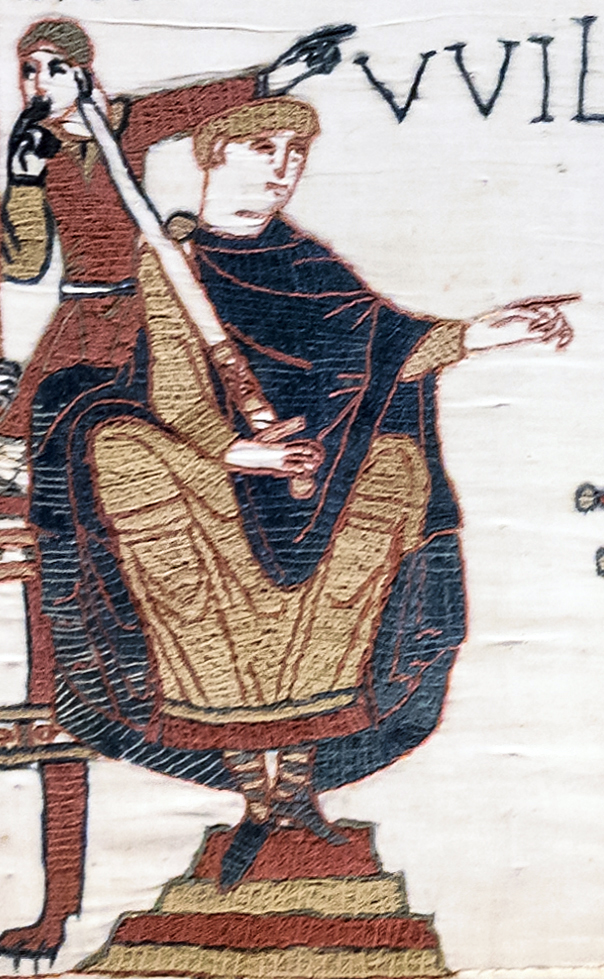
Wilhelm I. († 1087)

- Wilhelm I. (1102–1128), Titular-Herzog der Normandie und Graf von Flandern
- Wilhelm I. (1122–1166), König von Sizilien
- Wilhelm I. († 1214), König von Schottland
- Wilhelm I. († 1222), Graf von Holland, Kreuzfahrer
- Wilhelm I. (1270–1292), Herzog von Braunschweig-Wolfenbüttel
- Wilhelm I. († 1308), Graf der Grafschaft Berg
- Wilhelm I. († 1360), Fürst von Braunschweig-Grubenhagen
- Wilhelm I. († 1361), Graf, Markgraf und Herzog von Jülich
- Wilhelm I. († 1383), Herr von Braunsberg und Isenburg, Graf von Wied
- Wilhelm I. (1324–1391), Graf von Namur (1337–1391)
- Wilhelm I. (1330–1389), Herzog von Bayern-Straubing-Holland
- Wilhelm I. (1343–1407), Markgraf von Meißen
- Wilhelm I. (1384–1426), Regierender Graf in Henneberg
- Wilhelm I. (1392–1482), Fürst von Lüneburg, Fürst von Braunschweig-Wolfenbüttel, Fürst von Calenberg und Fürst von Göttingen
- Wilhelm I. (1466–1515), Landgraf der Landgrafschaft Hessen
- Wilhelm I. (1533–1584), Führer im niederländischen Unabhängigkeitskrieg gegen SpanienWilhelm I. (1533–1584)

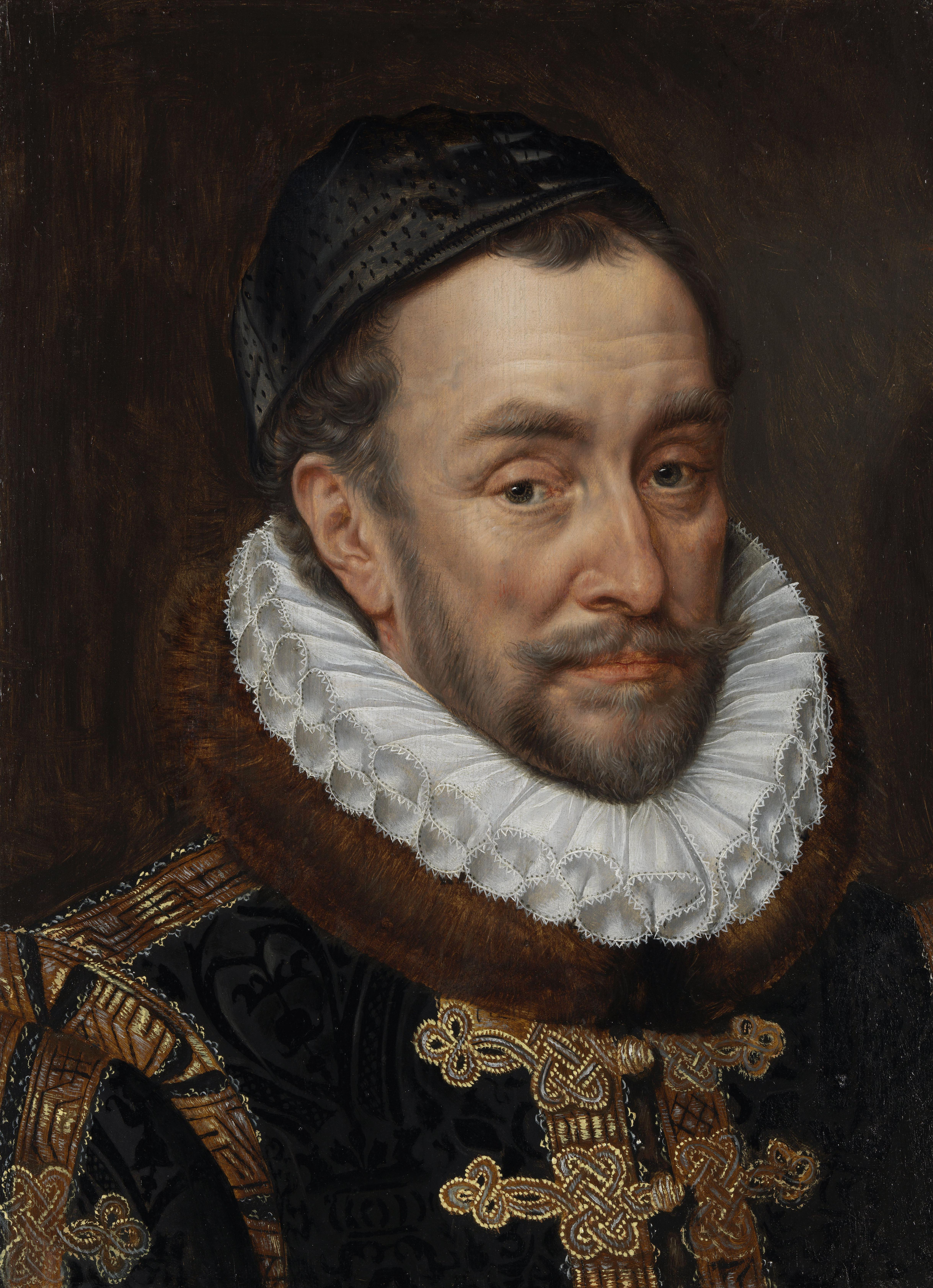
Wilhelm I. (1533–1584)

- Wilhelm I. (1534–1598), Graf von Schwarzburg-Frankenhausen
- Wilhelm I. (1648–1725), Landgraf von Hessen-Rotenburg (ab 1683)
- Wilhelm I. (1743–1821), Kurfürst von Hessen
- Wilhelm I. (1772–1843), erster König der Niederlande
- Wilhelm I. (1781–1864), König von Württemberg
- Wilhelm I. (1792–1839), Herzog zu Nassau
- Wilhelm I. (1797–1888), König von Preußen und Deutscher KaiserWilhelm I. (1797–1888)

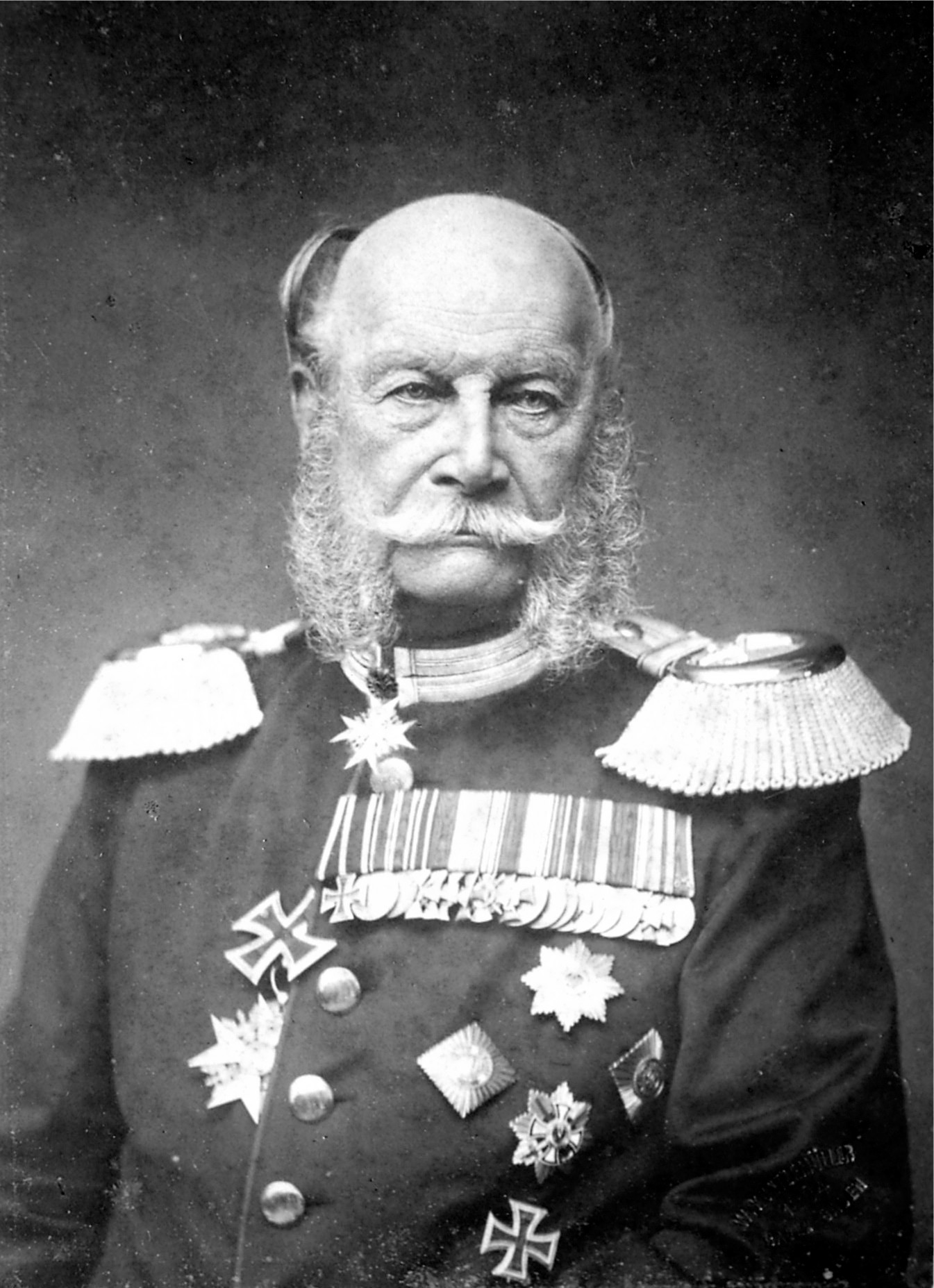
Wilhelm I. (1797–1888)

- Wilhelm I. de la Roche († 1287), Herzog von Athen
- Wilhelm I. Embriaco, genuesischer Admiral
- Wilhelm I. von Champlitte († 1209), Fürst von Achaia
- Wilhelm I. von der Mark († 1485), niederländischer Edelmann
- Wilhelm I. von Diepholz († 1242), Bischof von Minden
- Wilhelm I. von Holte († 1260), Bischof von Münster
- Wilhelm I. von Lebus, Bischof von Lebus (1252–1273)
- Wilhelm I. von Neuenahr († 1497), deutscher Adeliger
- Wilhelm I. von Pernstein, böhmischer Adliger
- Wilhelm I. von Straßburg († 1047), Bischof von Straßburg
- Wilhelm I. von Utrecht († 1076), Bischof von Utrecht
- Wilhelm II. († 871), ostfränkischer Markgraf der Ostmark
- Wilhelm II. († 926), Graf von Auvergne und Herzog von Aquitanien
- Wilhelm II., Graf von Angoulême
- Wilhelm II., Graf der Gascogne
- Wilhelm II. († 1096), Graf von Eu
- Wilhelm II. († 1148), Graf von Nevers, Auxerre und Tonnerre
- Wilhelm II. († 1203), Graf von Chalon-sur-Saône
- Wilhelm II. († 1207), Graf von Jülich (1176–1207)
- Wilhelm II. († 1214), Herr von Béthune, Richebourg und Varneston
- Wilhelm II. († 1229), Vizegraf von Béarn
- Wilhelm II. († 1003), Graf von Weimar und Herzog in Thüringen
- Wilhelm II., Graf von Provence
- Wilhelm II. (1056–1100), König von EnglandWilhelm II. (1056–1100)

Wilhelm II. (1056–1100)

- Wilhelm II. († 1125), Graf von Burgund
- Wilhelm II. († 1127), Herzog von Apulien
- Wilhelm II. († 1189), König von Sizilien
- Wilhelm II. (1208–1252), Graf von Genf
- Wilhelm II. (1224–1251), Herr von Dampierre und Graf von Flandern
- Wilhelm II. († 1369), Fürst von Lüneburg
- Wilhelm II. (1312–1338), Herzog von Athen und Neopatria
- Wilhelm II. (* 1315), Graf von Katzenelnbogen
- Wilhelm II. († 1393), Herzog von Jülich
- Wilhelm II. († 1408), Herzog von Berg
- Wilhelm II. (1355–1418), Graf von Namur (1391–1418)
- Wilhelm II. (1365–1417), Herzog von Straubing-Holland
- Wilhelm II. (1371–1425), zweiter Sohn von Markgraf Friedrich des Strengen und der Katharina von Henneberg
- Wilhelm II. (1415–1444), Graf von Henneberg-Schleusingen
- Wilhelm II. († 1503), Herzog zu Braunschweig und Lüneburg, Fürst von Braunschweig-Wolfenbüttel und Fürst von Calenberg-Göttingen
- Wilhelm II. (1469–1509), Landgraf der Landgrafschaft Hessen
- Wilhelm II. (1626–1650), niederländischer HerrscherWilhelm II. (1626–1650)

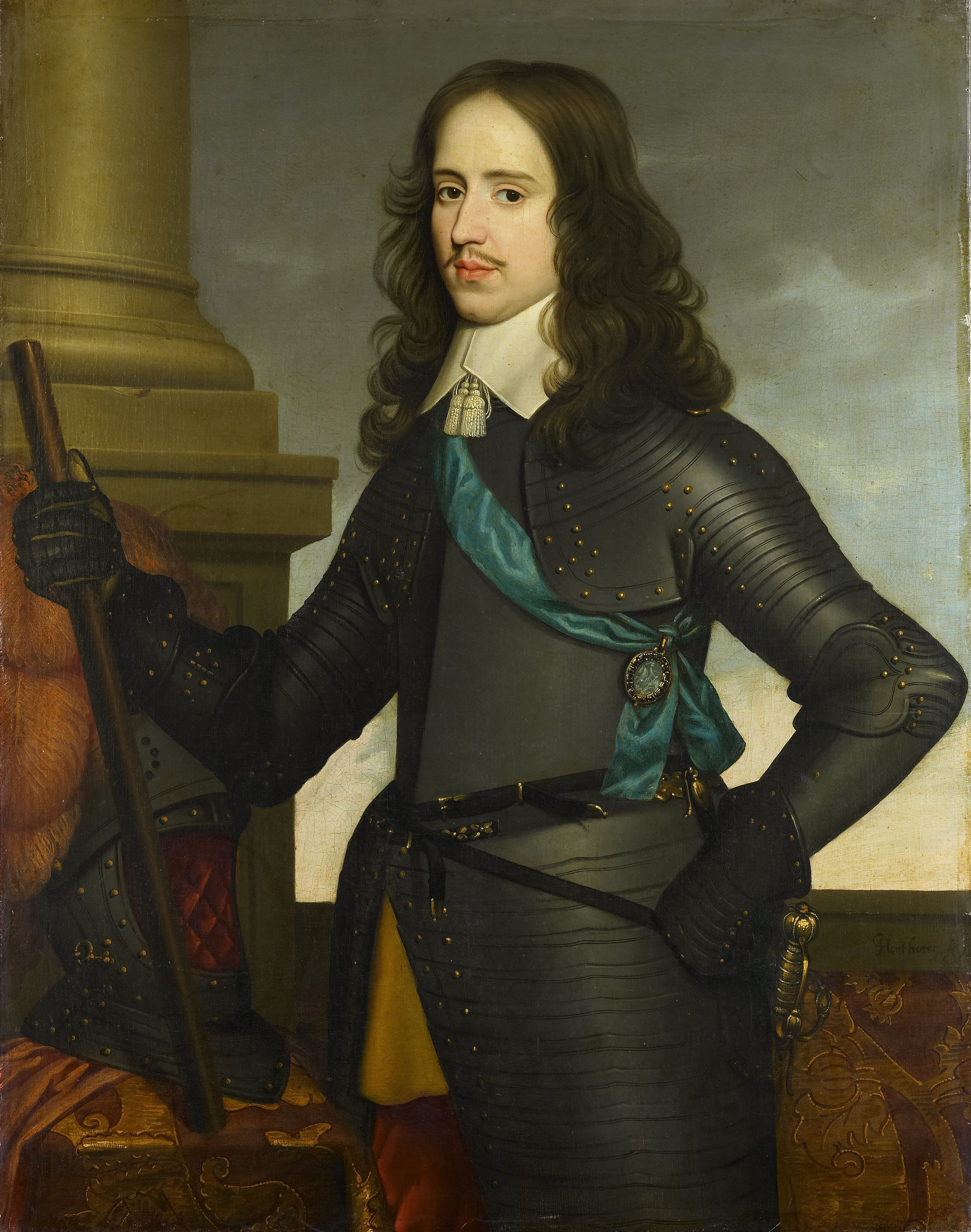
Wilhelm II. (1626–1650)

- Wilhelm II. (1670–1724), Fürst zu Nassau-Dillenburg
- Wilhelm II. (1671–1731), Landgraf von Hessen-Wanfried und von Hessen-Wanfried-Rheinfels
- Wilhelm II. (1777–1847), Kurfürst von Hessen-Kassel (1821–1847)
- Wilhelm II. (1792–1849), König der Niederlande
- Wilhelm II. (1848–1921), König von Württemberg
- Wilhelm II. (1859–1941), letzter Deutscher Kaiser und letzter König von PreußenWilhelm II. (1859–1941)

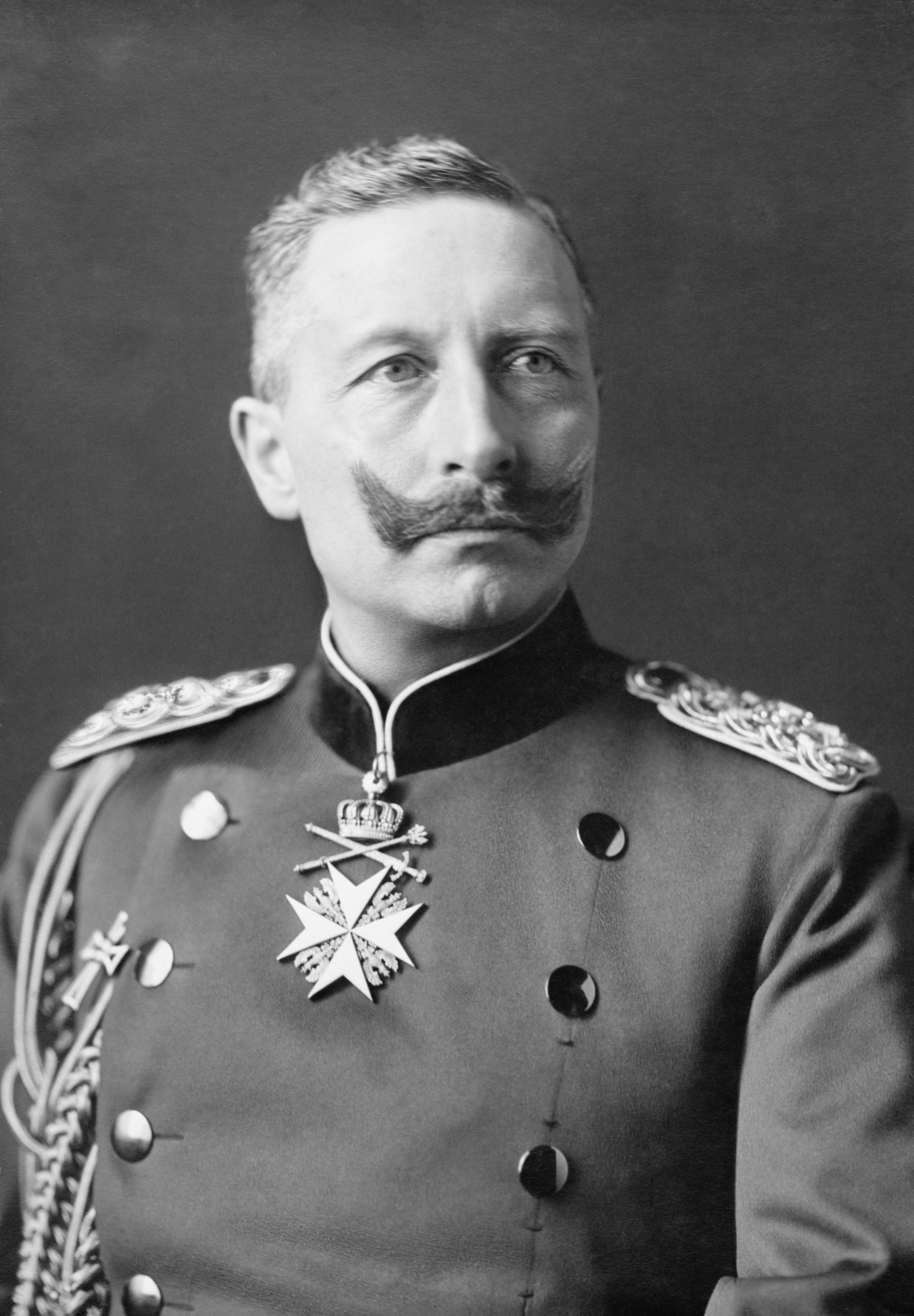
Wilhelm II. (1859–1941)

- Wilhelm II. Embriaco, Herr von Gibelet
- Wilhelm II. von Büschen († 1402), Bischof von Minden
- Wilhelm II. von Dampierre († 1231), Herr von Dampierre und Saint-Dizier, Connetablé von Champagne
- Wilhelm II. von der Mark (1542–1578), Admiral der Wassergeusen und Gouverneur von Holland
- Wilhelm II. von Diest († 1439), Bischof von Straßburg
- Wilhelm II. von Lebus, Bischof von Lebus (1276–1282)
- Wilhelm II. von Neuenahr († 1552), deutscher Diplomat und Förderer der Reformation
- Wilhelm III. († 962), Graf von Périgord und Angoulême
- Wilhelm III. († 1037), Graf von Provence
- Wilhelm III. († 1037), Graf von Toulouse, Albi und Quercy
- Wilhelm III. († 1039), Graf von Weimar und Graf im Eichsfeld
- Wilhelm III. († 1097), Graf von Lyon und Forez
- Wilhelm III. († 963), Graf von Poitou, Graf von Limoges und Graf von Auvergne
- Wilhelm III. († 1172), Graf von Ponthieu
- Wilhelm III. († 1127), Graf von Burgund
- Wilhelm III. († 1161), Graf von Nevers, Auxerre und Tonnerre
- Wilhelm III., König von Neapel und Sizilien
- Wilhelm III. († 1337), Graf von Holland, Hennegau und Seeland
- Wilhelm III. (1375–1435), Herzog von Bayern-München (1397–1435)
- Wilhelm III. (1425–1482), Herzog von Sachsen, Fürst aus dem Hause Wettin
- Wilhelm III. (1434–1480), Fürstgraf aus dem Hause Henneberg
- Wilhelm III. (1471–1500), Landgraf von Hessen
- Wilhelm III. (1650–1702), Statthalter der Niederlande sowie König von England, Schottland und Irland
- Wilhelm III. (1817–1890), niederländischer KönigWilhelm III. (1817–1890)

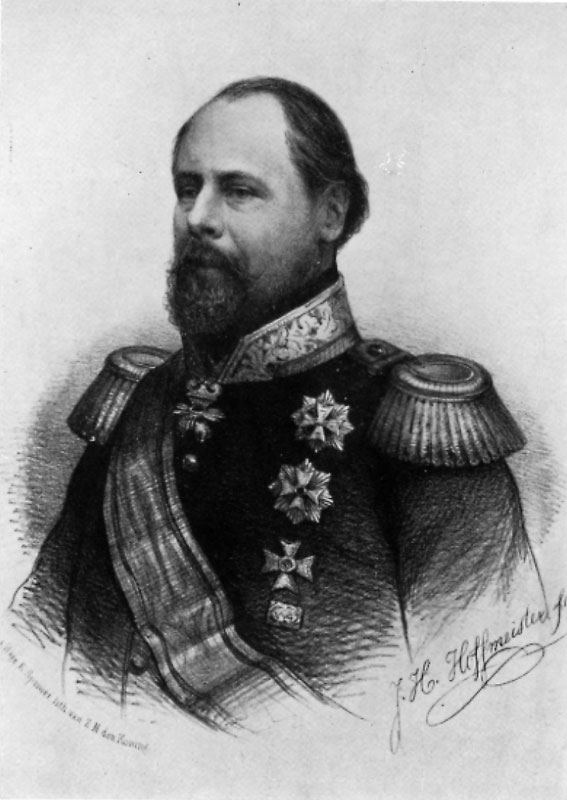
Wilhelm III. (1817–1890)

- Wilhelm in Bayern (1752–1837), Wittelsbacher Adeliger und Statthalter
- Wilhelm Italiano, italienischer Barockmaler
- Wilhelm IV., Herzog von Aquitanien und Graf von Poitou
- Wilhelm IV. († 1028), Graf von Angoulême
- Wilhelm IV., Graf von Provence
- Wilhelm IV. († 1062), Markgraf von Meißen
- Wilhelm IV. († 1094), Graf von Toulouse, Markgraf der Provence und Herzog von Narbonne
- Wilhelm IV. (1179–1221), Graf von Ponthieu
- Wilhelm IV. († 1224), Graf von Mâcon und Vienne
- Wilhelm IV. (1210–1278), Graf von Jülich
- Wilhelm IV. († 1345), Graf von Holland, Hennegau und Seeland
- Wilhelm IV. (1478–1559), regierender Graf von Henneberg
- Wilhelm IV. (1493–1550), Herzog von Bayern (1508–1550)Wilhelm IV. (1493–1550)

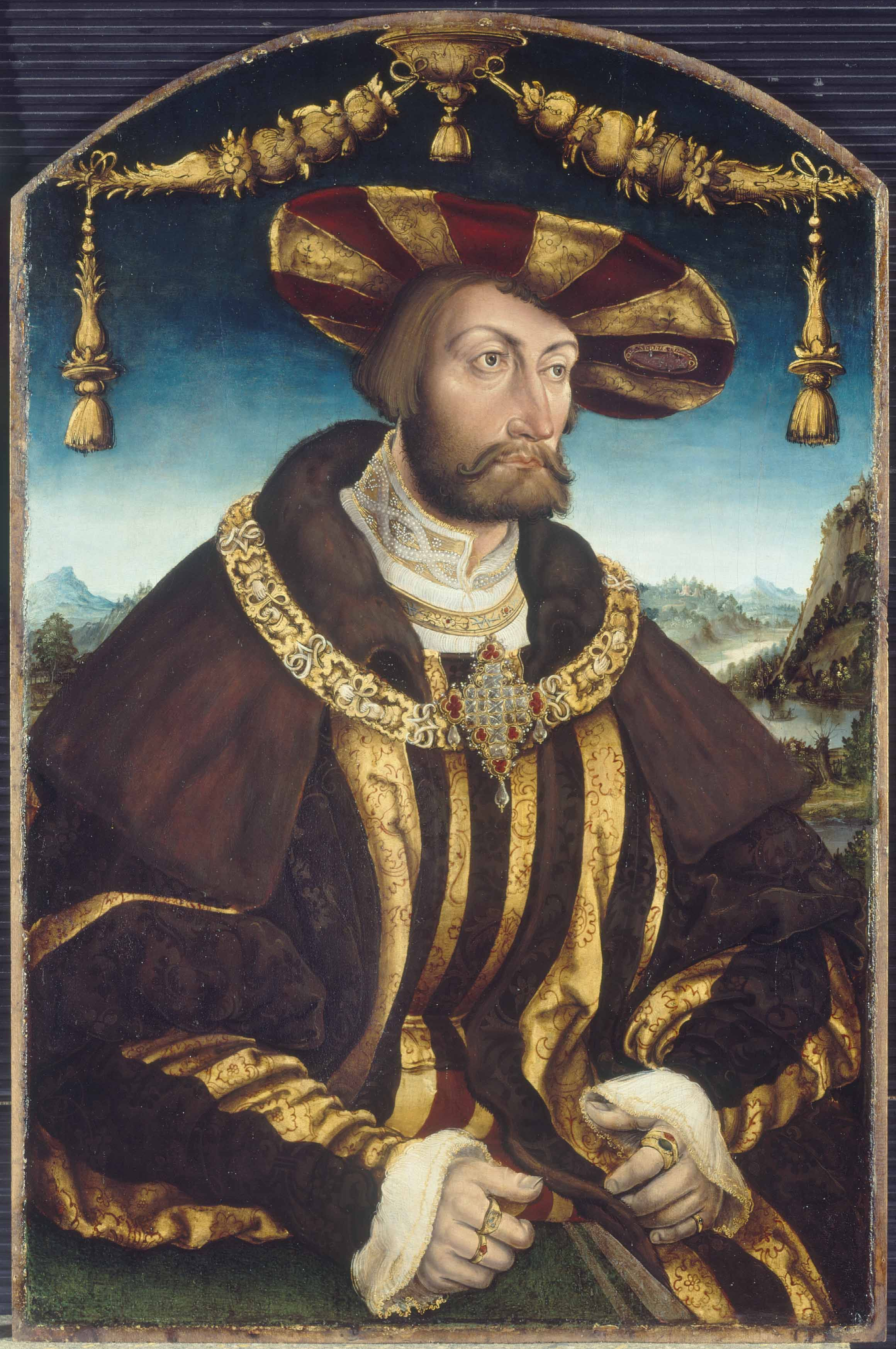
Wilhelm IV. (1493–1550)

- Wilhelm IV. (1532–1592), Landgraf von Hessen-Kassel (1567–1592)
- Wilhelm IV. (1711–1751), Fürst zu Nassau
- Wilhelm IV. (1765–1837), König des Vereinigten Königreichs von Großbritannien und Irland und König von HannoverWilhelm IV. (1765–1837)

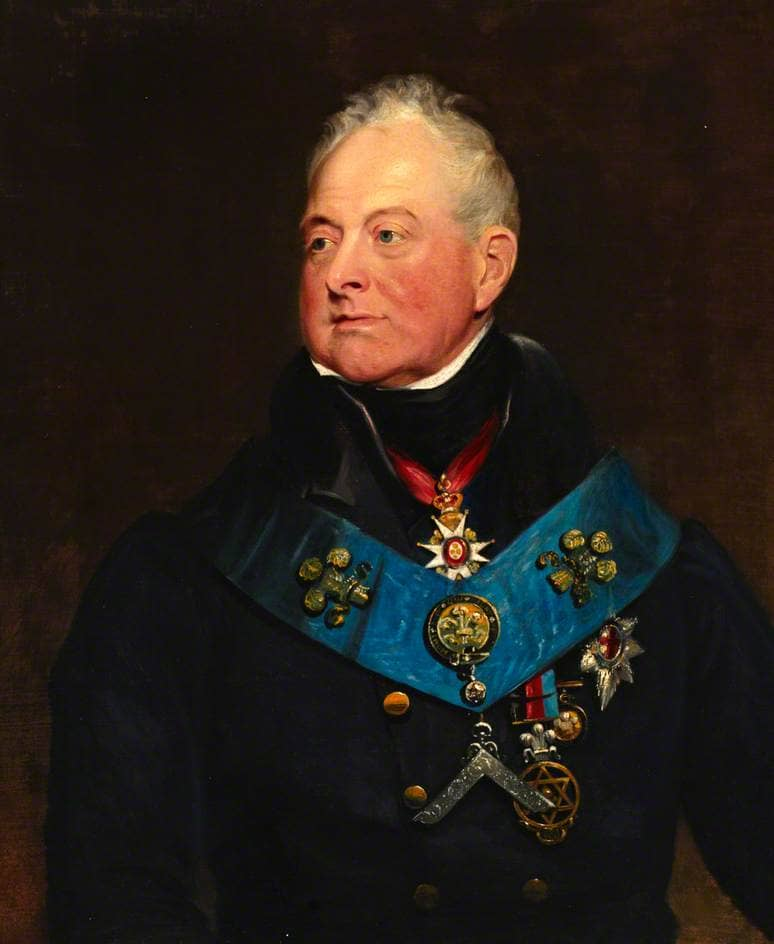
Wilhelm IV. (1765–1837)

- Wilhelm IV. (1852–1912), Großherzog von Luxemburg
- Wilhelm IV. von Nevers († 1168), Graf von Nevers, Auxerre und Tonnerre
- Wilhelm IX. (* 1071), Herzog von Aquitanien und Gascogne, Graf von Poitou

###### Wilhelm L
- Wilhelm Ludwig (1560–1620), Graf von Nassau-Dillenburg und Statthalter von Friesland, Stadt und Lande (Groningen) und Drenthe
- Wilhelm Ludwig (1590–1640), Graf von Saarbrücken
- Wilhelm Ludwig (1638–1665), regierender Fürst von Anhalt-Köthen
- Wilhelm Ludwig (1647–1677), Herzog von Württemberg (1674–1677)
- Wilhelm Ludwig von Baden-Durlach (1732–1788), deutscher Adliger, Statthalter der niederländischen Provinz Gelderland (seit 1753)

###### Wilhelm M
- Wilhelm Malte I. (1783–1854), Fürst auf Rügen, schwedischer Gouverneur in Pommern
- Wilhelm Malte II. (1833–1907), deutscher Gutsbesitzer
- Wilhelm Moritz (1649–1691), Fürst zu Nassau-Siegen
- Wilhelm Moritz (1651–1724), preußischer Geheimer Rat und Graf von Solms-Greifenstein und Solms-Braunfels
- Wilhelm Moritz II. (1688–1772), Generalleutnant und Herrscher über die Grafschaft Isenburg-Philippseich

###### Wilhelm P
- Wilhelm Peraldus († 1271), französischer Dominikaner und Moraltheologe

###### Wilhelm R
- Wilhelm Raimund († 1034), Graf von Carcassonne
- Wilhelm Raimund († 1224), Vizegraf von Béarn
- Wilhelm Raimund (1068–1095), Graf von Cerdanya und Berga

###### Wilhelm V
- Wilhelm V. († 1120), Graf von Angoulême
- Wilhelm V. (969–1030), Herzog von Aquitanien, Graf von Poitou
- Wilhelm V. († 1191), Markgraf von Montferrat
- Wilhelm V. (1548–1626), Herzog von Bayern (1579–1597)Wilhelm V. (1548–1626)

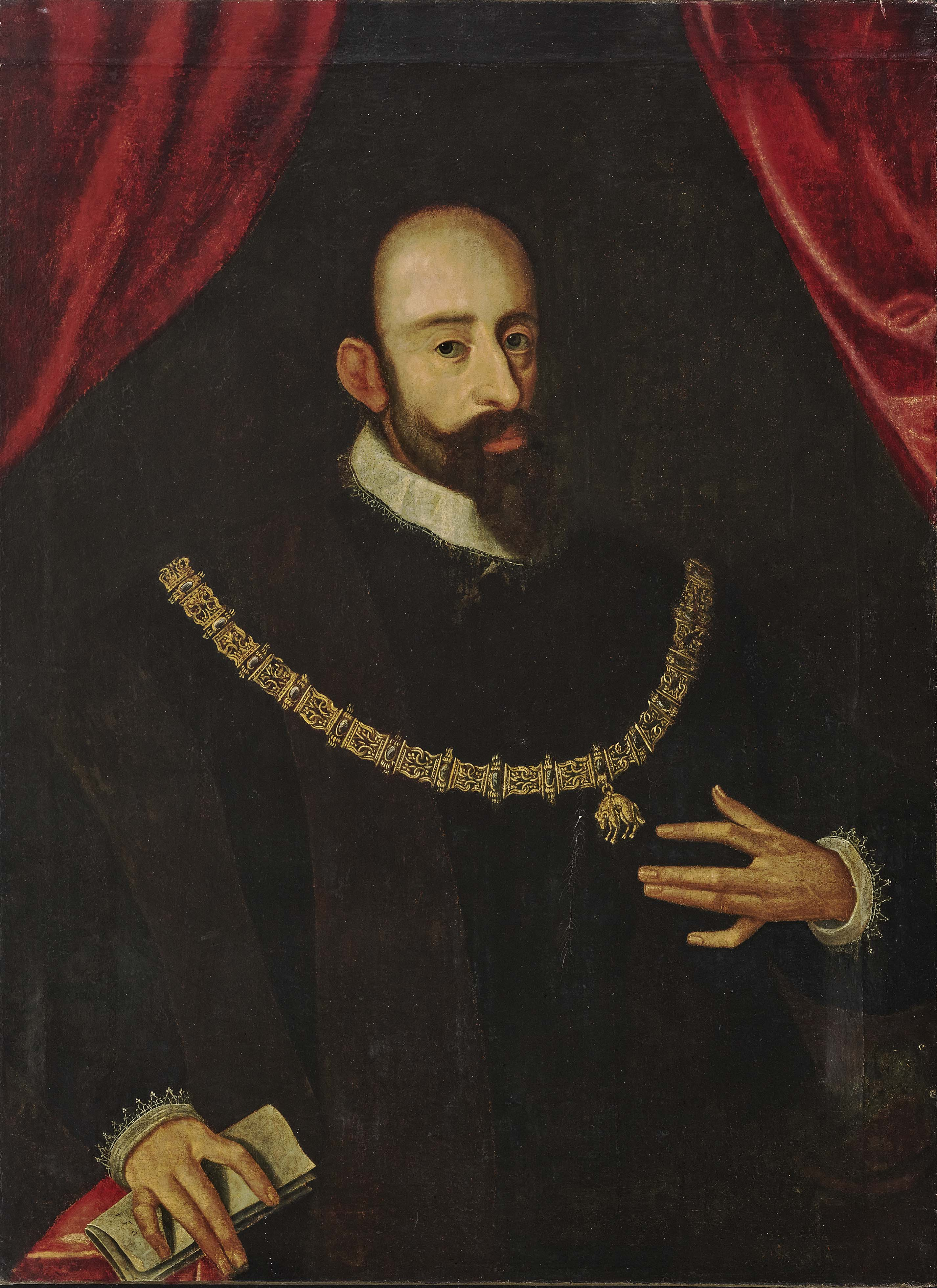
Wilhelm V. (1548–1626)

- Wilhelm V. (1602–1637), Landgraf von Hessen-Kassel (1627–1637)
- Wilhelm V. (1748–1806), Statthalter der Niederlande
- Wilhelm VI. († 1179), Graf von Angoulême
- Wilhelm VI. († 1225), Markgraf von Montferrat
- Wilhelm VI. (1004–1038), Herzog von Aquitanien, Graf von Poitou
- Wilhelm VI., Graf von Auvergne und Velay
- Wilhelm VI. (1629–1663), Landgraf von Hessen-Kassel (1637–1663)
- Wilhelm VII., Graf der Auvergne, Graf von Clermont, Dauphin der Auvergne
- Wilhelm VII., Graf von Angoulême
- Wilhelm VII. (1023–1058), Herzog von Aquitanien, Graf von Poitou
- Wilhelm VII. († 1292), Markgraf von Montferrat
- Wilhelm VII. (1651–1670), deutscher Adliger
- Wilhelm VIII. († 1086), Herzog von Gascogne, Herzog von Aquitanien und Graf von Poitou
- Wilhelm VIII. († 1203), Herr von Montpellier
- Wilhelm VIII. (1682–1760), Landgraf von Hessen-Kassel
- Wilhelm von Aarberg-Valangin († 1427), Herr von Valangin
- Wilhelm von Æbelholt († 1203), französischer Augustiner-Chorherr und Abt
- Wilhelm von Anhalt-Bernburg (1771–1799), Prinz von Anhalt-Bernburg, Militär
- Wilhelm von Anhalt-Dessau (1807–1864), Prinz von Anhalt-Dessau
- Wilhelm von Apulien, italienischer Geschichtsschreiber
- Wilhelm von Aquitanien († 812), Schutzheiliger der WaffenschmiedeWilhelm von Aquitanien († 812)

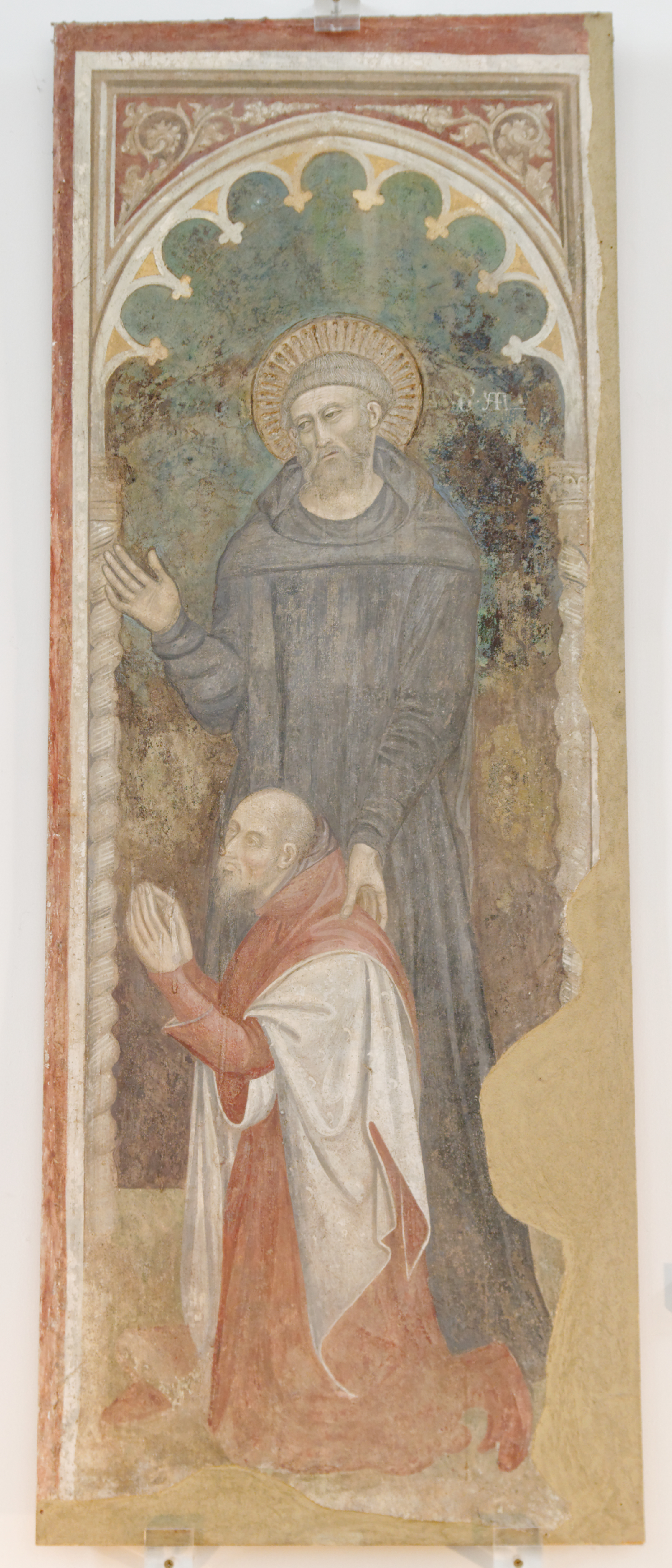
Wilhelm von Aquitanien († 812)

- Wilhelm von Arnsberg, Propst des Stifts Meschede
- Wilhelm von Auvergne († 1249), scholastischer Philosoph, Bischof von Paris
- Wilhelm von Auxerre, französischer Frühscholastiker
- Wilhelm von Baden (1792–1859), Sohn des Großherzogs von Baden
- Wilhelm von Baden (1829–1897), badischer Prinz sowie preußisch-badischer Politiker und General der InfanterieWilhelm von Baden (1829–1897)

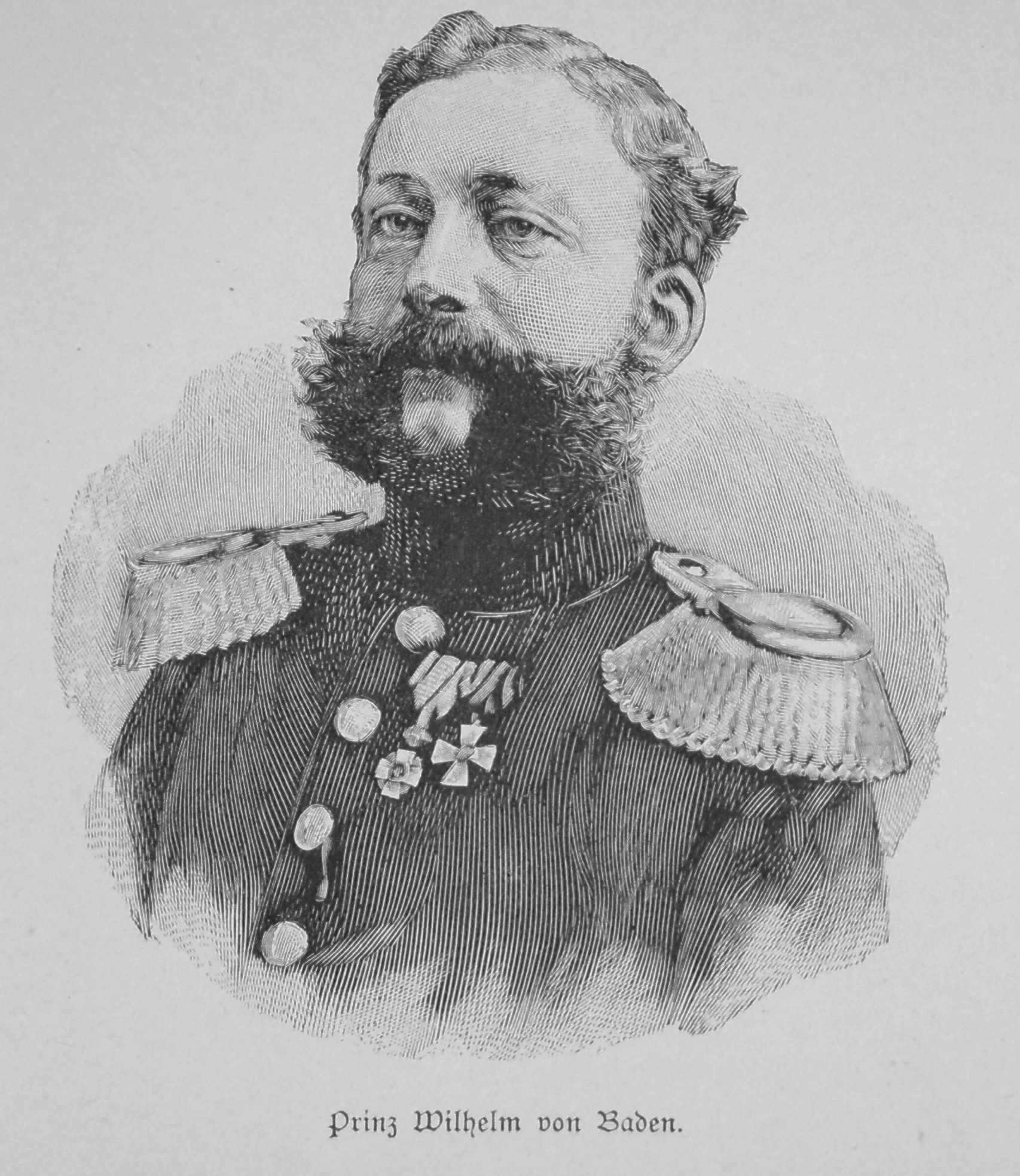
Wilhelm von Baden (1829–1897)

- Wilhelm von Batrun, Herr von Batrun
- Wilhelm von Bayern-München (* 1435), Sohn Herzog Wilhelms III.
- Wilhelm von Berthout († 1301), Bischof von Utrecht (1296–1301)
- Wilhelm von Blankenfelde († 1474), Bürgermeister von Berlin
- Wilhelm von Blois (1135–1202), französischer römisch-katholischer Bischof und Kardinal
- Wilhelm von Boldensele, Verfasser eines im Mittelalter weit verbreiteten Reiseberichts
- Wilhelm von Bourges († 1209), Erzbischof von Bourges
- Wilhelm von Brandenburg-Ansbach-Kulmbach (1498–1563), Erzbischof der Hansestadt Riga (1539–1561), Markgraf von Brandenburg-Ansbach
- Wilhelm von Brescia (1250–1326), italienischer Mediziner
- Wilhelm von Bures († 1158), Fürst von Galiläa, Konstabler und Bailli von Jerusalem
- Wilhelm von Cabestany, okzitanischer Dichter
- Wilhelm von Chalon-Auxerre († 1304), Graf von Auxerre
- Wilhelm von Champeaux († 1121), französischer Bischof und Philosoph
- Wilhelm von Conches, mittelalterlicher Philosoph
- Wilhelm von Corbeil († 1136), römisch-katholischer Bischof von Canterbury
- Wilhelm von Coudenberghe, Bischof von Basel und Tournai
- Wilhelm von Dijon (962–1031), Abt und Architekt
- Wilhelm von Egmond (1412–1483), Statthalter von Gelderland
- Wilhelm von Farabel, Herr von Le Puy, Konstabler von Tripolis
- Wilhelm von Friemersheim († 1385), Landmeister von Livland des Deutschen Ordens
- Wilhelm von Gennep († 1362), Erzbischof des Erzbistums Köln (1349–1362)
- Wilhelm von Gleiberg, Adliger
- Wilhelm von Hanau-Hořovice (1836–1902), Sohn des Kurfürsten Friedrich Wilhelm I. von Hessen-Kassel, Fürst zu Hanau
- Wilhelm von Hazart, Herr von Hazard
- Wilhelm von Heinzenberg, Minnesänger
- Wilhelm von Hessen (1787–1867), Gouverneur von Kopenhagen und Landgraf von Hessen-Kassel zu RumpenheimWilhelm von Hessen (1787–1867)

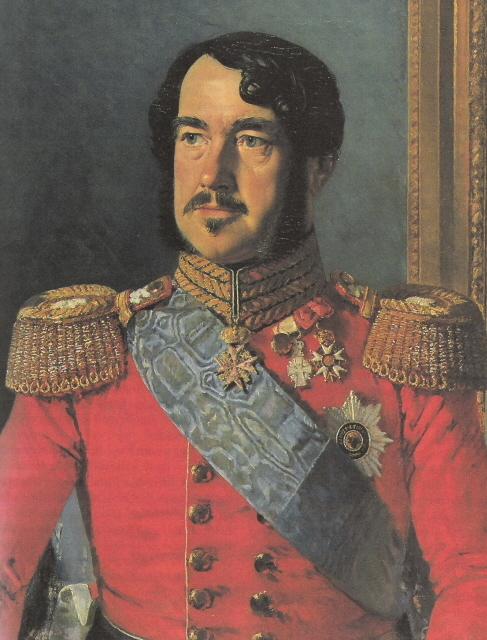
Wilhelm von Hessen (1787–1867)

- Wilhelm von Hessen-Philippsthal-Barchfeld (1786–1834), deutscher Adliger und Offizier
- Wilhelm von Hirsau († 1091), Benediktiner-Abt und Klosterreformer
- Wilhelm von Hohnstein († 1541), Bischof von Straßburg
- Wilhelm von Holland († 1256), römisch-deutscher König
- Wilhelm von Holte, Domherr in Münster
- Wilhelm von Holte († 1241), Dompropst in Münster
- Wilhelm von Jumièges, normannischer Geschichtsschreiber lateinischer Sprache
- Wilhelm von Köln, deutscher Maler
- Wilhelm von Landstein († 1356), böhmischer Adeliger, Landeshauptmann von Mähren und Burggraf von Prag
- Wilhelm von Lüneburg (1184–1213), Herzog von LüneburgWilhelm von Lüneburg (1184–1213)

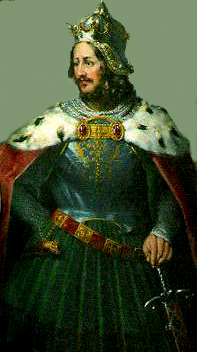
Wilhelm von Lüneburg (1184–1213)

- Wilhelm von Malavalle († 1157), Eremit und Heiliger, wurde in der religiösen Kunst oft dargestellt, Namensgeber des Ordens der Wilhelmiten
- Wilhelm von Malmesbury, englischer Geschichtsschreiber
- Wilhelm von Mandelée, italo-normannischer Kreuzritter im Königreich Jerusalem
- Wilhelm von Mandelée, Herr von Scandaleon
- Wilhelm von Manderscheid-Kail († 1546), Abt der Reichsabtei Stablo-Malmedy
- Wilhelm von Mesen († 1145), Patriarch von Jerusalem
- Wilhelm von Modena († 1251), päpstlicher Legat
- Wilhelm von Moerbeke († 1286), flämischer Ordenspriester und Übersetzer antiker Schriften
- Wilhelm von Montferrat († 1177), Graf von Jaffa und Askalon
- Wilhelm von Montfort († 1301), Fürstabt von St. Gallen
- Wilhelm von Ockham († 1347), Franziskaner, Philosoph und ScholastikerWilhelm von Ockham († 1347)

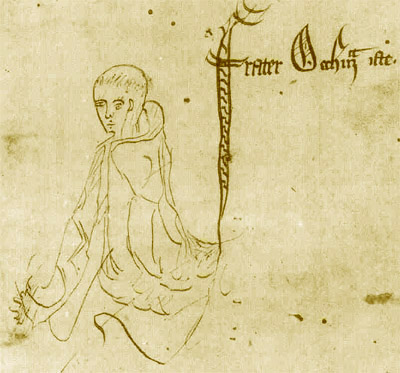
Wilhelm von Ockham († 1347)

- Wilhelm von Oranien-Nassau (1840–1879), Prinz von Oranien-Nassau, Prinz der Niederlande, und ältester Sohn des Königs Wilhelm III.
- Wilhelm von Osma, Philosoph und Logiker
- Wilhelm von Österreich (1827–1894), Erzherzog von Österreich, Hochmeister des Deutschen Ordens
- Wilhelm von Pfalz-Gelnhausen (1701–1760), kaiserlicher Generalfeldmarschall
- Wilhelm von Poitiers († 1090), normannischer Chronist
- Wilhelm von Poitiers (1153–1156), englischer Thronfolger
- Wilhelm von Preußen (1783–1851), dritter Sohn des Königs Friedrich Wilhelm II.
- Wilhelm von Reichenau (1426–1496), Fürstbischof von Eichstätt
- Wilhelm von Reisberg († 1391), salzburgischer römisch-katholischer Geistlicher
- Wilhelm von Rheine († 1425), Domherr in Münster
- Wilhelm von Rosenberg (1535–1592), Oberstlandeskämmerer und Oberster Burggraf von Böhmen
- Wilhelm von Rubruk, Franziskaner und Forschungsreisender
- Wilhelm von Sachsen-Gotha-Altenburg (1701–1771), kaiserlicher Generalfeldzeugmeister
- Wilhelm von Sahyun († 1132), Herr von Sahyun
- Wilhelm von Saint-Amour († 1272), französischer Theologe und Philosoph, Lehrer an der Universität Paris
- Wilhelm von Saint-Omer, zweitgeborene Sohn von Walter von Saint-Omer, Fürst von Galiläa, und dessen Gattin Eschiva von Bures
- Wilhelm von Saint-Thierry († 1148), Kirchenschriftsteller
- Wilhelm von Saliceto, italienischer Anatom
- Wilhelm von Savoyen, Bischof von Valence und Lüttich
- Wilhelm von Schedelich, Domherr in Münster
- Wilhelm von Schweden (1884–1965), Herzog von SödermanlandWilhelm von Schweden (1884–1965)

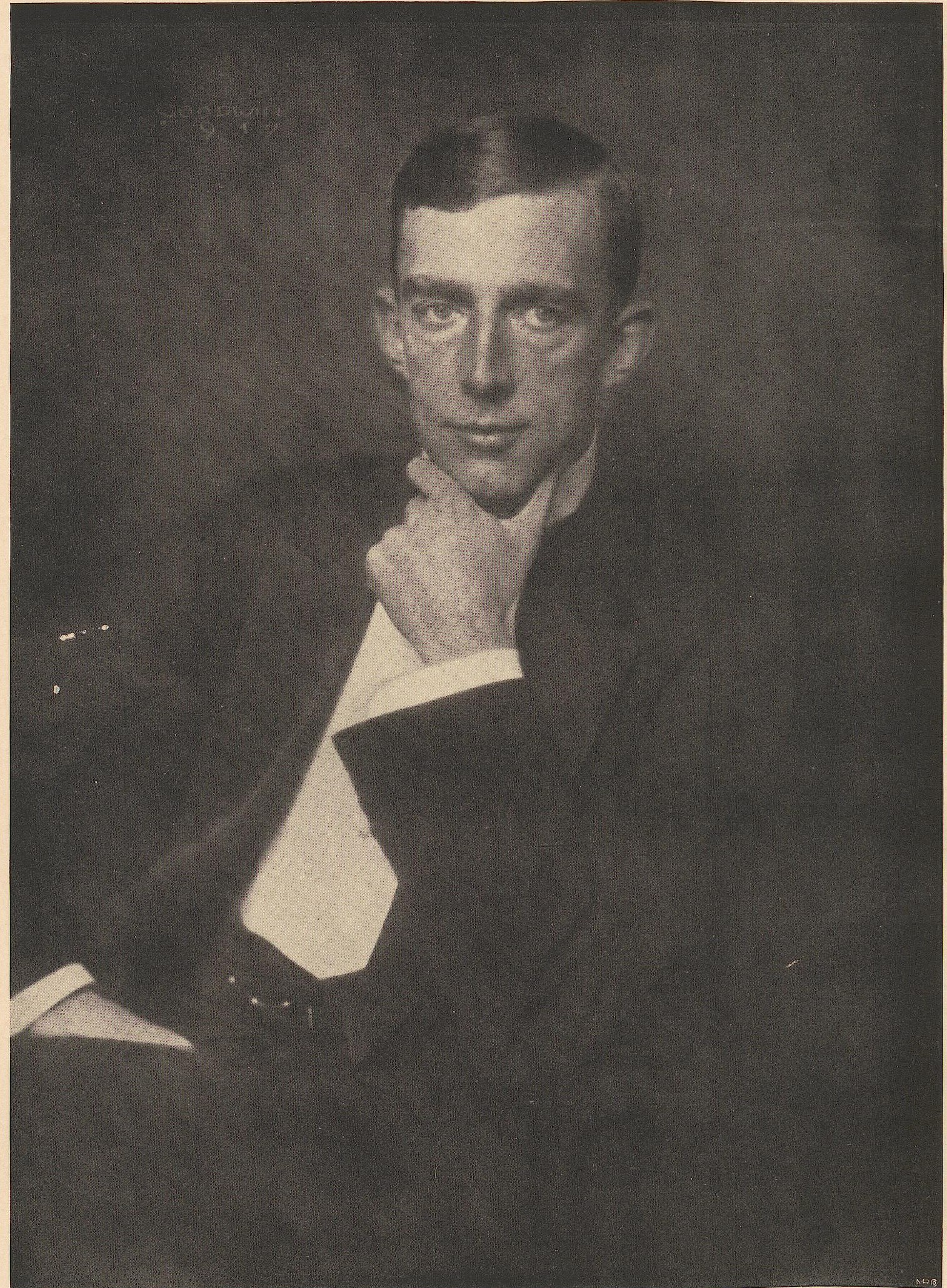
Wilhelm von Schweden (1884–1965)

- Wilhelm von Sens († 1180), Baumeister der Gotik
- Wilhelm von Septimanien (826–850), Graf von Barcelona und Empúries
- Wilhelm von Talou, Graf von Arques
- Wilhelm von Tocco, italienischer Mönch
- Wilhelm von Tripolis, Dominikanermönch und Orientmissionar
- Wilhelm von Tübingen, Graf von Tübingen und Graf von Gießen
- Wilhelm von Tudela, südfranzösischer Dichter
- Wilhelm von Tyrus († 1186), Erzbischof von Tyros und Geschichtsschreiber des MittelaltersWilhelm von Tyrus († 1186)

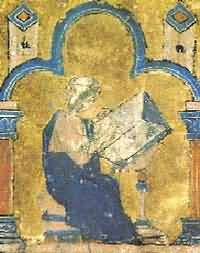
Wilhelm von Tyrus († 1186)

- Wilhelm von und zu Liechtenstein (1922–2006), Fürstgroßprior des Großpriorates von Österreich des Souveränen Malteser-Ritter-Ordens
- Wilhelm von Urach (1810–1869), deutscher Adliger aus dem Haus Württemberg, General der Infanterie
- Wilhelm von Vercelli († 1142), Ordensgründer und Heiliger
- Wilhelm von Wimpfen, staufischer Ministeriale
- Wilhelm von Ypern, 1. Earl of Kent, unehelicher Sohn von Philipp von Ypern und seiner Geliebten, der „Dame von Lo“

###### Wilhelm W
- Wilhelm Witte, Bürgermeister der Hansestadt Lübeck

###### Wilhelm X
- Wilhelm X. (1099–1137), Herzog von Aquitanien
- Wilhelm XI. († 1280), Graf von Auvergne
- Wilhelm XI. (1486–1518), Markgraf von Montferrat
- Wilhelm XII. († 1332), Graf von Auvergne und Graf von Boulogne

###### Wilhelm Z
- Wilhelm zu Mecklenburg (1827–1879), preußischer General der Kavallerie
- Wilhelm zu Schaumburg-Lippe (1834–1906), deutscher Adliger, Prinz aus dem Hause Schaumburg-Lippe
- Wilhelm zu Stolberg-Roßla (1748–1826), Regent der Grafschaft Stolberg-Roßla

##### Wilhelm,
- Wilhelm, Adolf (1864–1950), österreichischer Epigraphiker und klassischer Philologe
- Wilhelm, Alex, deutscher Musikmanager
- Wilhelm, Alexander (* 1967), deutscher Politiker (SPD)
- Wilhelm, Alexander (* 1969), deutscher Basketballspieler
- Wilhelm, Alfred (1920–2015), deutscher Politiker (CDU), MdL
- Wilhelm, André (* 1943), französischer Radrennfahrer
- Wilhelm, Andreas (* 1947), deutscher Dirigent und Pianist
- Wilhelm, Andreas (* 1958), deutscher Sportwissenschaftler
- Wilhelm, Andreas (* 1971), deutscher Schriftsteller
- Wilhelm, Anja (* 1968), deutsche Turnerin
- Wilhelm, Arno (* 1988), deutscher Poetry-Slammer, Dichter und Autor
- Wilhelm, Bettina (* 1964), deutsche Pädagogin und Soziologin, Landesbeauftragte für Frauen des Landes Bremen
- Wilhelm, Björn (* 1975), deutscher Jurist und JournalistBjörn Wilhelm (* 1975)

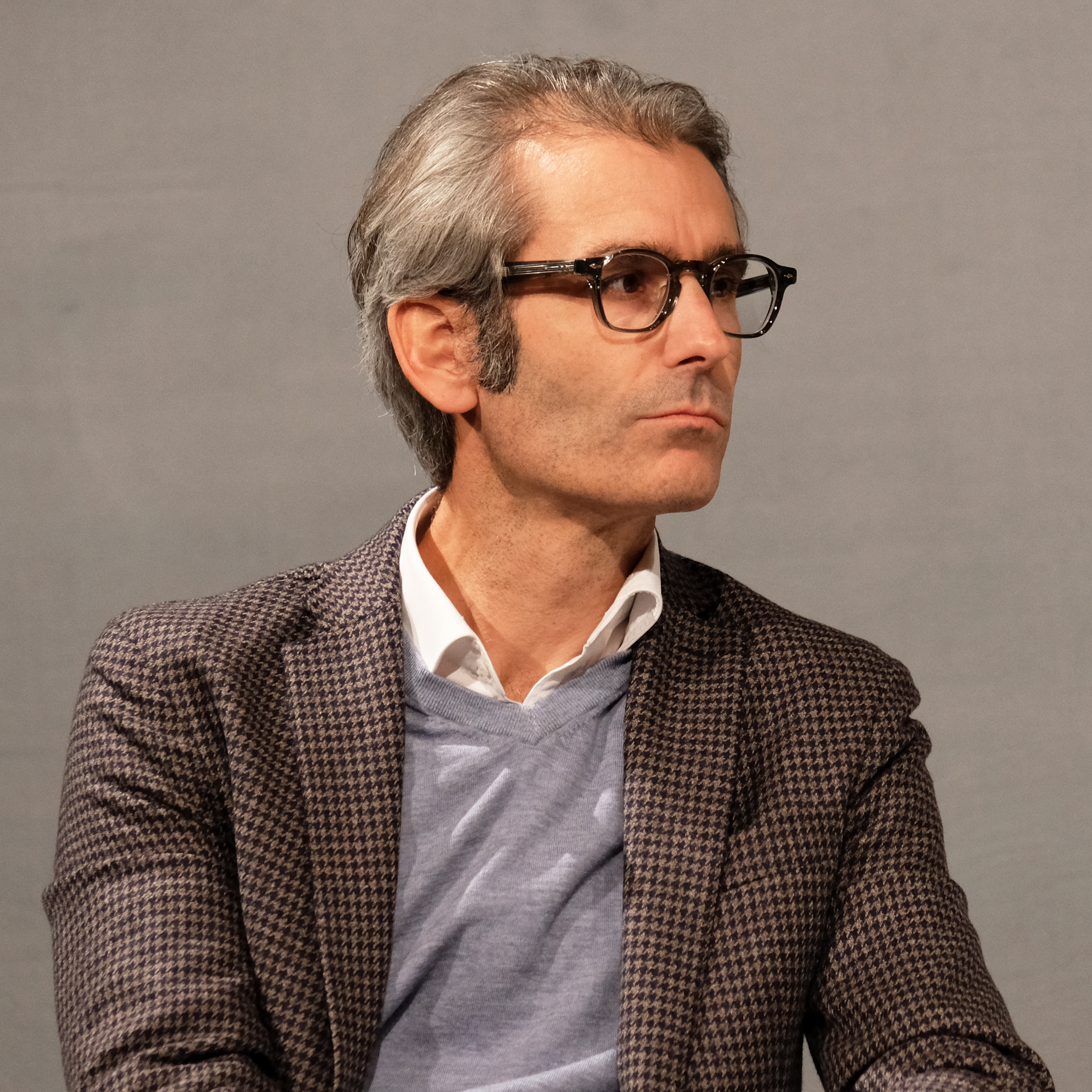
Björn Wilhelm (* 1975)

- Wilhelm, Brigitte (* 1939), deutsche Bildhauerin
- Wilhelm, Carl (1815–1873), deutscher Dirigent, Chorleiter und Komponist
- Wilhelm, Carl (1872–1936), österreichischer Schauspieler, Filmregisseur und Drehbuchautor
- Wilhelm, Charles E. (* 1941), US-amerikanischer General
- Wilhelm, Christian (* 1973), deutscher Politiker (FREIE WÄHLER)
- Wilhelm, Christian (* 2002), deutscher Handballspieler
- Wilhelm, Christian D. (* 1953), deutscher Pflanzenphysiologe
- Wilhelm, Christoph (* 1987), deutscher American-Football-Spieler
- Wilhelm, Cornelia (* 1964), deutsche Historikerin
- Wilhelm, David (* 1956), US-amerikanischer Venture-Kapitalist und Politikberater
- Wilhelm, Erich (1912–2005), österreichischer evangelisch-lutherischer Theologe
- Wilhelm, Erwin (1926–2012), saarländischer Fußballspieler
- Wilhelm, Felix (1863–1941), deutscher Pädagoge und Heimatforscher
- Wilhelm, Franz (1894–1973), deutscher Politiker (SPD), MdL Bayern
- Wilhelm, Franz (1945–2015), österreichischer Balletttänzer
- Wilhelm, Franz Heinrich Meinolph († 1794), Mediziner, Chemiker und Professor der Julius-Maximilians-Universität Würzburg
- Wilhelm, Franziska (* 1981), deutsche Autorin und Moderatorin
- Wilhelm, Friedrich (1882–1939), deutscher Germanist
- Wilhelm, Friedrich (1916–2000), deutscher Politiker (CSU), Landrat, MdL und Senator
- Wilhelm, Friedrich (* 1932), deutscher Indologe, Tibetologe und Historiker
- Wilhelm, Friedrich Karl (1890–1948), deutscher SS-Sanitäter im KZ BuchenwaldFriedrich Karl Wilhelm (1890–1948)

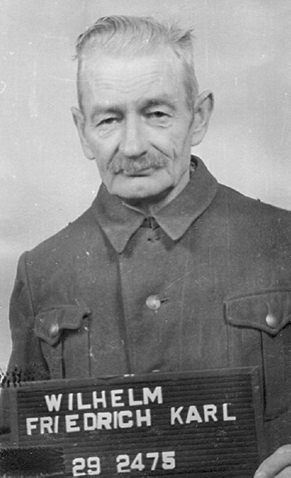
Friedrich Karl Wilhelm (1890–1948)

- Wilhelm, Georg (1942–2021), österreichischer Zivilrechtswissenschafter
- Wilhelm, Gerhard (1918–2009), deutscher Chorleiter
- Wilhelm, Gernot (* 1945), deutscher Altorientalist
- Wilhelm, Gottlieb Tobias (1758–1811), deutscher Schriftsteller mit Schwerpunkt Naturgeschichte
- Wilhelm, Grete (1887–1942), österreichische Malerin, Grafikerin und Kunsthandwerkerin
- Wilhelm, Günter (1908–2004), deutscher Architekt und Hochschullehrer
- Wilhelm, Hans (1904–1980), deutscher Drehbuchautor
- Wilhelm, Hans F. (1905–1983), deutscher Film- und Synchronregisseur, Dokumentarfilmer und Synchronsprecher
- Wilhelm, Hans Hermann (1892–1975), deutscher Schriftsteller
- Wilhelm, Hans-Erich (1919–2007), deutscher Genealoge und Heimatforscher
- Wilhelm, Hans-Jürgen (* 1967), deutscher Autor und Manager im Gesundheits- und Pflegemarkt
- Wilhelm, Hans-Otto (1940–2019), deutscher Politiker (CDU), MdL, MdBHans-Otto Wilhelm (1940–2019)

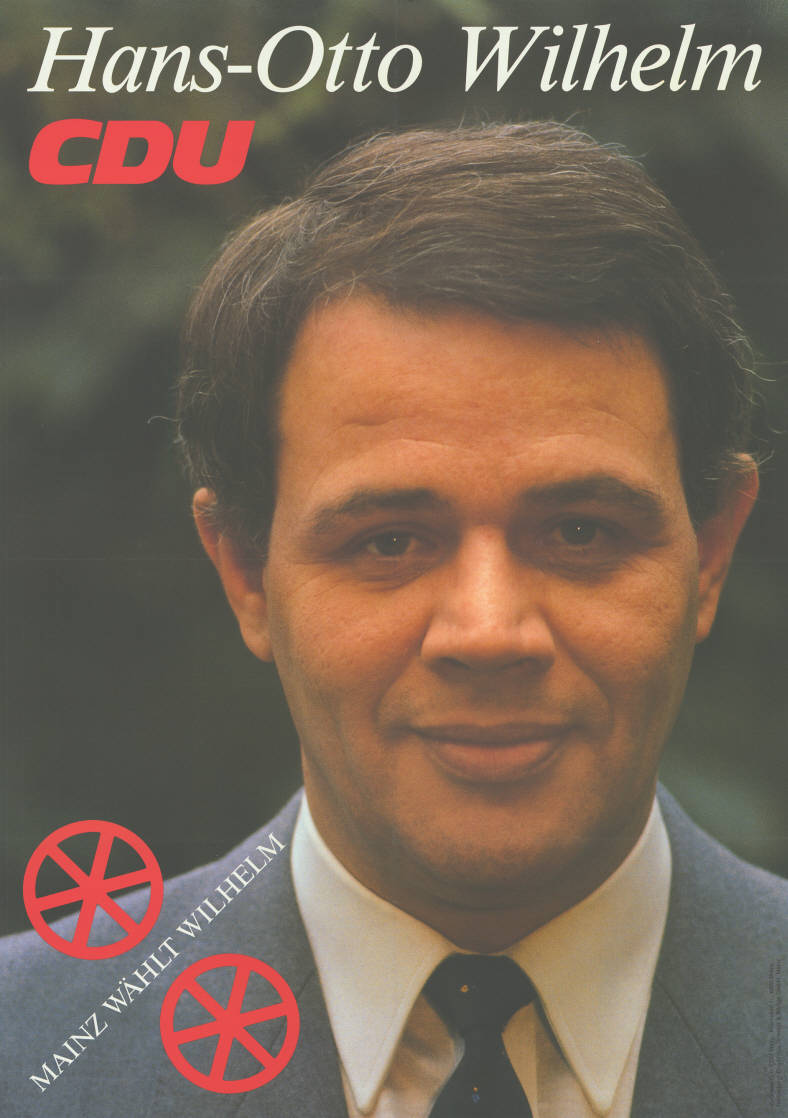
Hans-Otto Wilhelm (1940–2019)

- Wilhelm, Harald (* 1966), deutscher Manager
- Wilhelm, Heinrich (1885–1947), deutscher Politiker (SPD), MdL
- Wilhelm, Heinz (* 1950), deutscher Diplomat
- Wilhelm, Hellmut (1905–1990), deutscher Sinologe
- Wilhelm, Helmut (1946–2022), deutscher Politiker (Bündnis 90/Die Grünen), MdB
- Wilhelm, Helmut (* 1954), deutscher Ophthalmologe und Hochschullehrer
- Wilhelm, Herbert (1922–2007), deutscher Wirtschaftswissenschaftler
- Wilhelm, Hermann (1897–1970), deutscher Maler und Hochschullehrer
- Wilhelm, Hermann (* 1949), deutscher Kurator, Heimatforscher, Sachbuchautor und Maler
- Wilhelm, Holger Matthias (* 1976), deutscher Schauspieler
- Wilhelm, Horst (* 1927), deutscher Opernsänger (Lyrischer Tenor) und Schauspieler
- Wilhelm, Hoyt (1922–2002), US-amerikanischer Baseballspieler
- Wilhelm, Ignaz (* 1793), deutscher Jurist und Politiker
- Wilhelm, Ira (* 1962), deutsche Übersetzerin
- Wilhelm, Jan (1942–2025), deutscher Jurist und Hochschullehrer
- Wilhelm, Jean (1929–2007), Schweizer Journalist und Politiker (CVP)
- Wilhelm, Jean-Pierre (1912–1968), deutscher Galerist
- Wilhelm, Jochen (1943–2017), deutscher Radsporttrainer
- Wilhelm, Jochen (* 1945), deutscher Ökonom und Hochschullehrer
- Wilhelm, Jodok Friedrich (1797–1843), Stuckateur im süddeutschen Raum
- Wilhelm, Johann (* 1595), deutscher Zimmermann und Architekt
- Wilhelm, Josef (1875–1953), deutscher römisch-katholischer Priester
- Wilhelm, Josef (1892–1956), Schweizer Turner
- Wilhelm, Josef (1921–2003), deutscher Generalmajor der Bundeswehr
- Wilhelm, Josef (Theologe) (* 1947), österreichischer katholischer Theologe
- Wilhelm, Joseph (* 1954), deutscher Unternehmer
- Wilhelm, Joseph Lawrence (1909–1995), kanadischer Geistlicher und römisch-katholischer Erzbischof von Kingston
- Wilhelm, Julius (1871–1941), österreichischer Librettist
- Wilhelm, Julius (1873–1961), deutscher Kaufmann, Verleger und Denkmalpfleger des Landkreises Lörrach
- Wilhelm, Julius (1896–1983), deutscher Romanist und Literaturwissenschaftler
- Wilhelm, Jürgen (* 1949), deutscher Politiker (SPD), Manager der Entwicklungspolitik
- Wilhelm, Jürgen (* 1950), deutscher Fußballspieler
- Wilhelm, Karin (* 1947), deutsch-österreichische Kunst- und Architekturhistorikerin
- Wilhelm, Kate (1928–2018), US-amerikanische Science-Fiction- und Fantasy-Schriftstellerin
- Wilhelm, Kathrin (* 1981), österreichische Skirennläuferin
- Wilhelm, Kati (* 1976), deutsche BiathletinKati Wilhelm (* 1976)

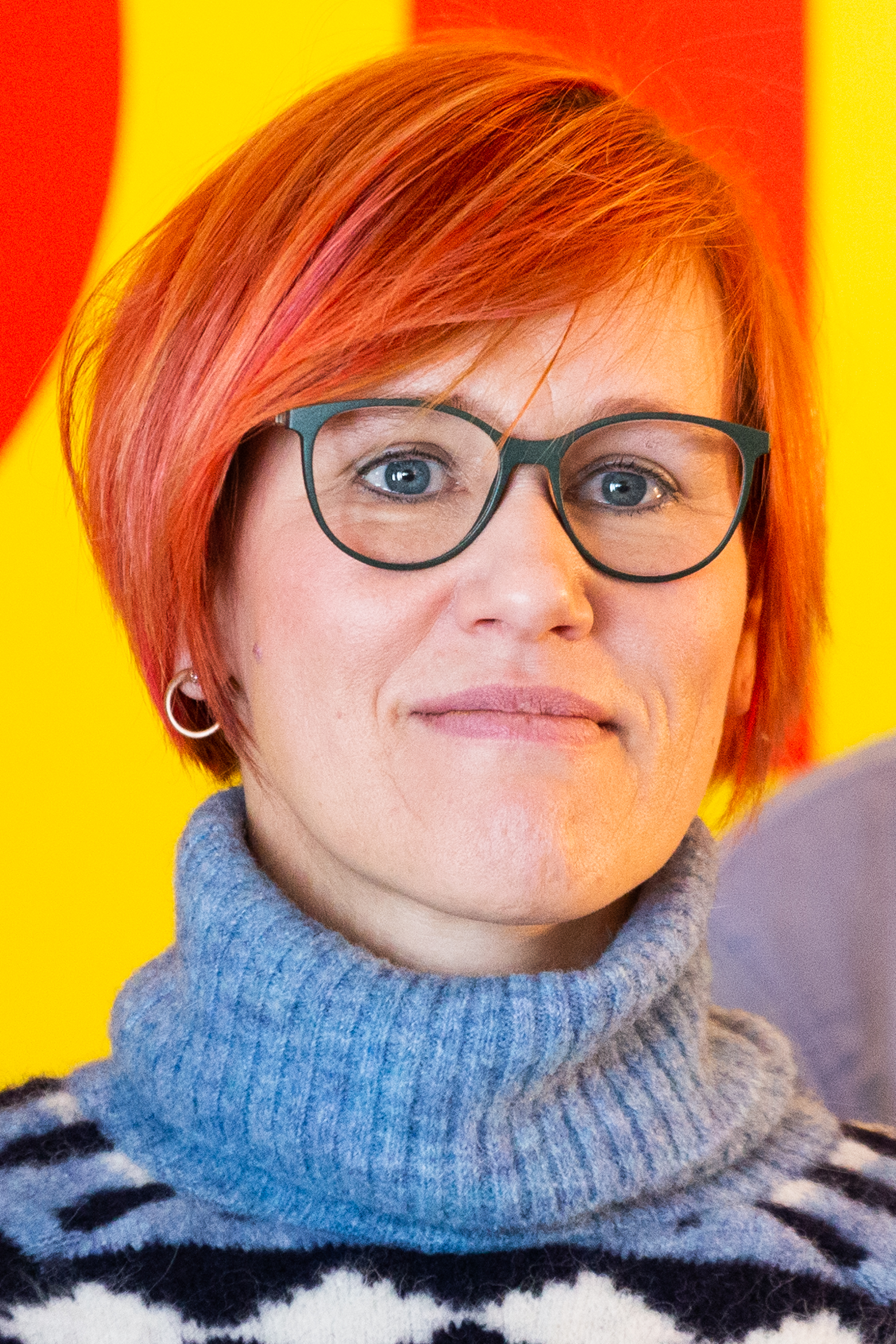
Kati Wilhelm (* 1976)

- Wilhelm, Klaus-Peter (* 1960), deutscher Dermatologe und Hochschullehrer
- Wilhelm, Kurt (1900–1965), deutscher Großrabbiner
- Wilhelm, Kurt (1923–2009), deutscher Regisseur und Autor
- Wilhelm, Kurt (1924–2013), deutscher Büttenredner
- Wilhelm, Leo (1913–1988), deutscher Politiker (CDU), MdBB
- Wilhelm, Lisa (* 1997), deutsche Jazzmusikerin (Schlagzeug, Komposition)
- Wilhelm, Manuel (* 1980), deutscher Rugby-Union-Spieler
- Wilhelm, Maren (* 1977), deutsche Musiktheoretikerin, Komponistin und Hochschullehrerin
- Wilhelm, Marian (* 1988), deutscher Fußballtrainer
- Wilhelm, Markus (* 1956), österreichischer Publizist, Umweltaktivist und Bergbauer
- Wilhelm, Maurice (* 1987), deutscher Baseball-Spieler
- Wilhelm, Max (1861–1928), sächsischer Generalleutnant
- Wilhelm, Michael (* 1955), deutscher Politiker, Staatssekretär in Sachsen
- Wilhelm, Nora (* 1993), Schweizer Aktivistin im Bereich nachhaltige Entwicklung
- Wilhelm, Otto, deutscher Fußballspieler
- Wilhelm, Otto (1857–1908), österreichischer Politiker
- Wilhelm, Otto (1906–1975), deutscher Ingenieur für Maschinenbau und Hochschullehrer
- Wilhelm, Paul (1873–1916), österreichischer Journalist und Schriftsteller
- Wilhelm, Paul (1886–1965), deutscher Maler und Grafiker
- Wilhelm, Paul (1935–2008), deutscher Jurist und Politiker (CSU), MdL
- Wilhelm, Peter (1877–1947), deutscher katholischer Pfarrer und Abgeordneter
- Wilhelm, Peter (* 1959), deutscher Schriftsteller
- Wilhelm, Philipp (* 1988), Schweizer Politiker
- Wilhelm, Raymund, deutscher Romanist
- Wilhelm, Reinhard (* 1946), deutscher Informatiker
- Wilhelm, Richard (1873–1930), deutscher SinologeRichard Wilhelm (1873–1930)

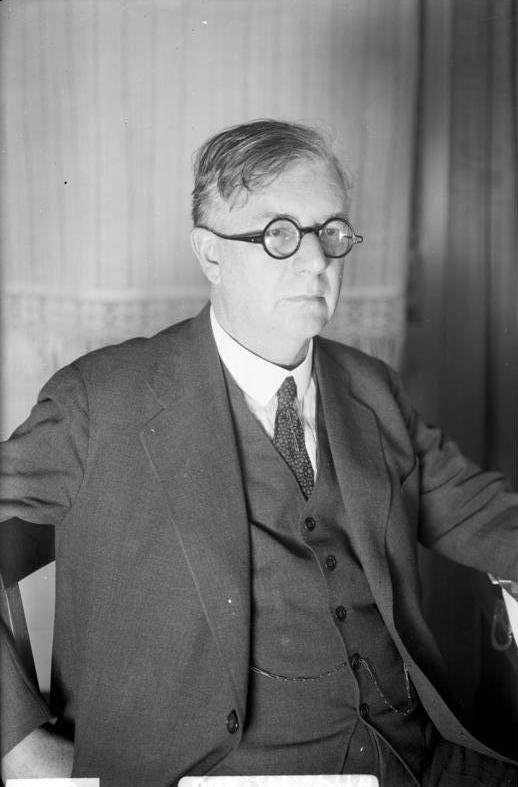
Richard Wilhelm (1873–1930)

- Wilhelm, Richard (1888–1917), deutscher Geher
- Wilhelm, Richard (* 1962), österreichischer Politiker (SPÖ), Mitglied des Bundesrates
- Wilhelm, Richard H. (1909–1968), US-amerikanischer Chemieingenieur
- Wilhelm, Richard O. (* 1932), deutscher bildender Künstler, Glasgestalter und Politiker (LDPD), MdV
- Wilhelm, Robert (* 1967), deutscher Offizier (Brigadegeneral)
- Wilhelm, Rolf (* 1956), deutscher Polizeihauptmeister und Politiker (REP), MdL
- Wilhelm, Rolf Alexander (1927–2013), deutscher Filmkomponist
- Wilhelm, Rudolf (1905–1977), deutscher Fußballspieler
- Wilhelm, Sieghard (* 1947), deutscher Politiker (Die Grünen), MdL
- Wilhelm, Steffen (* 1981), deutscher Komödiant, Schauspieler, Kabarettist und Regisseur
- Wilhelm, Stephan (* 1983), deutscher Eishockeyspieler
- Wilhelm, Theodor (1906–2005), deutscher Pädagoge und Professor
- Wilhelm, Thomas (* 1984), deutscher Leichtathlet
- Wilhelm, Thomas (* 1986), deutscher Eishockeyspieler
- Wilhelm, Tim (* 1977), deutscher Fernsehmoderator und Sänger
- Wilhelm, Toni (* 1983), deutscher Windsurfer
- Wilhelm, Ulrich (* 1961), deutscher Jurist und JournalistUlrich Wilhelm (* 1961)

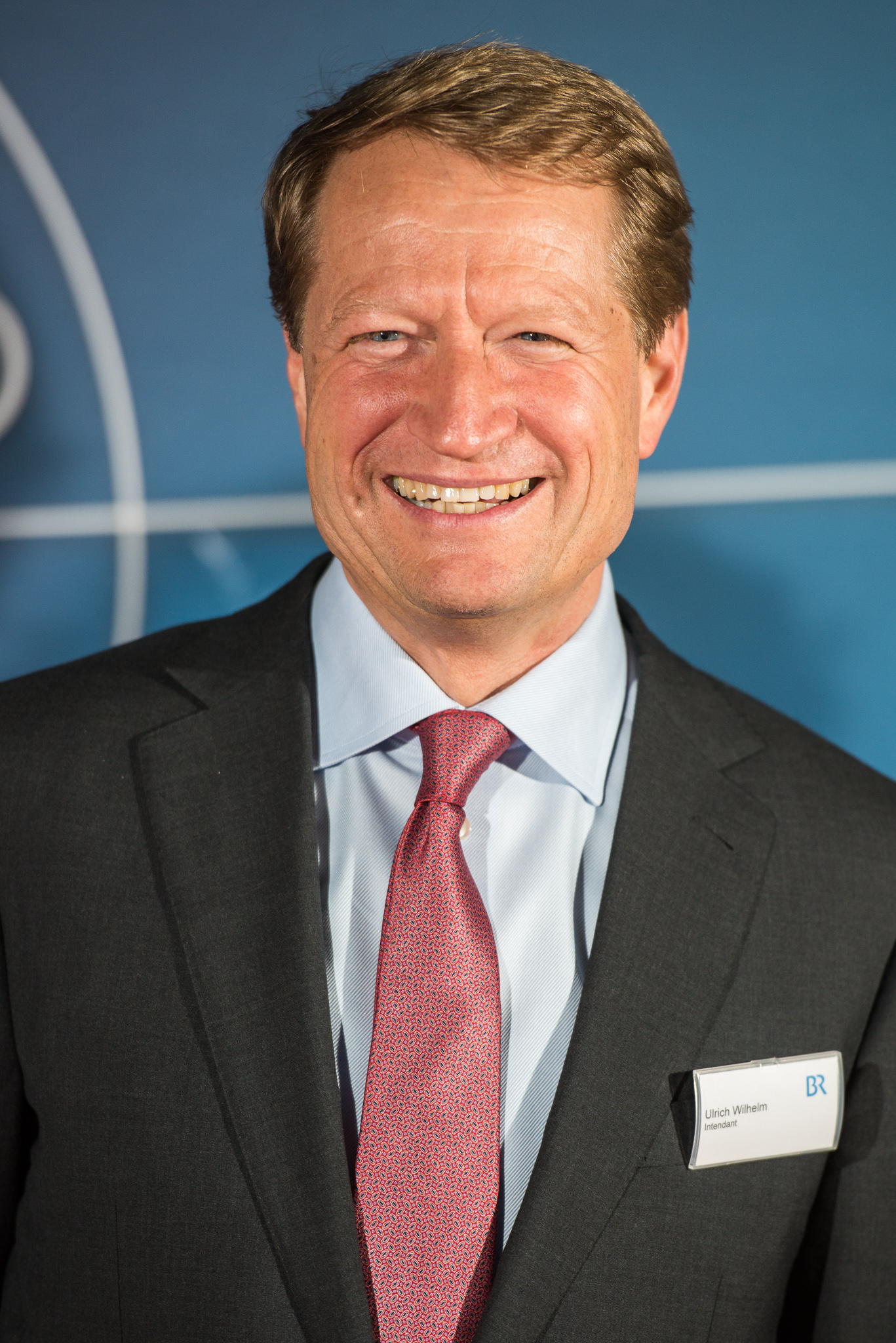
Ulrich Wilhelm (* 1961)

- Wilhelm, Uwe (* 1957), deutscher Drehbuchautor
- Wilhelm, Uwe (* 1957), deutscher Historiker und Hochschullehrer an der Albert-Ludwigs-Universität Freiburg
- Wilhelm, Walter Woldemar (* 1886), sächsischer Jurist, Schriftsteller und Politiker (Wirtschaftspartei), MdL, Staatsminister
- Wilhelm, Wella, deutsche Kaltmamsell und Politikerin
- Wilhelm, Werner (1919–2006), deutscher Verwaltungsbeamter und Politiker (SPS, SPD), MdB
- Wilhelm, Willy (* 1958), niederländischer Judoka
- Wilhelm, Wolfgang (1906–1984), deutscher Drehbuchautor beim deutschen und britischen Film
- Wilhelm, Wolfgang (1955–2023), deutscher Kinder- und Hörbuchautor

##### Wilhelm-

###### Wilhelm-J
- Wilhelm-Jordan († 1109), Graf von Cerdagne und Regent in der Grafschaft Tripolis

###### Wilhelm-K
- Wilhelm-Kästner, Kurt (1893–1976), deutscher Kunsthistoriker und Hochschullehrer

##### Wilhelme
- Wilhelme, Louis (1900–1966), französischer Weit- und Dreispringer
- Wilhelmer, Ambros (1902–1991), österreichischer Komponist und Musikwissenschaftler
- Wilhelmer, Tobias (* 1986), österreichischer Filmeditor

##### Wilhelmi
- Wilhelmi de Toledo, Françoise (* 1953), Schweizer Ärztin und Gründerin der Ärztegesellschaft für Heilfasten und Ernährung (ÄGHE)
- Wilhelmi, August Anton Heinrich, deutscher Metallkünstler, Gold- und Silberarbeiter
- Wilhelmi, Axel (1857–1928), deutscher Mediziner und Sachbuchautor
- Wilhelmi, Bernd (1938–2018), deutscher Physiker
- Wilhelmi, Berta (1858–1934), deutsch-spanische Pädagogin, Geschäftsfrau und Philanthropin
- Wilhelmi, Bruno (1865–1909), deutscher Lebensreformer und Pionier der Gartenstadt-Bewegung
- Wilhelmi, Christian (* 1976), deutscher Schachspieler
- Wilhelmi, Christine (* 1963), deutsche Schauspielerin
- Wilhelmi, Daniel (1623–1689), deutscher Theologe
- Wilhelmi, Dieter (* 1943), deutscher Politiker (SPD), MdBB
- Wilhelmi, Emil Hermann Konstantin (1826–1900), königlich preußischer Generalmajor, Kommandant der Festung Torgau
- Wilhelmi, Ernie (1922–2007), deutsche Schauspielerin und Hörspielsprecherin
- Wilhelmi, Friedrich (1788–1852), deutsch-österreichischer Schauspieler
- Wilhelmi, Hans (1899–1970), deutscher Politiker (CDU), MdB
- Wilhelmi, Heinrich (1823–1902), deutscher Genre- und Tiermaler
- Wilhelmi, Heinrich (1906–2005), deutscher Ingenieur und ProfessorHeinrich Wilhelmi (1906–2005)

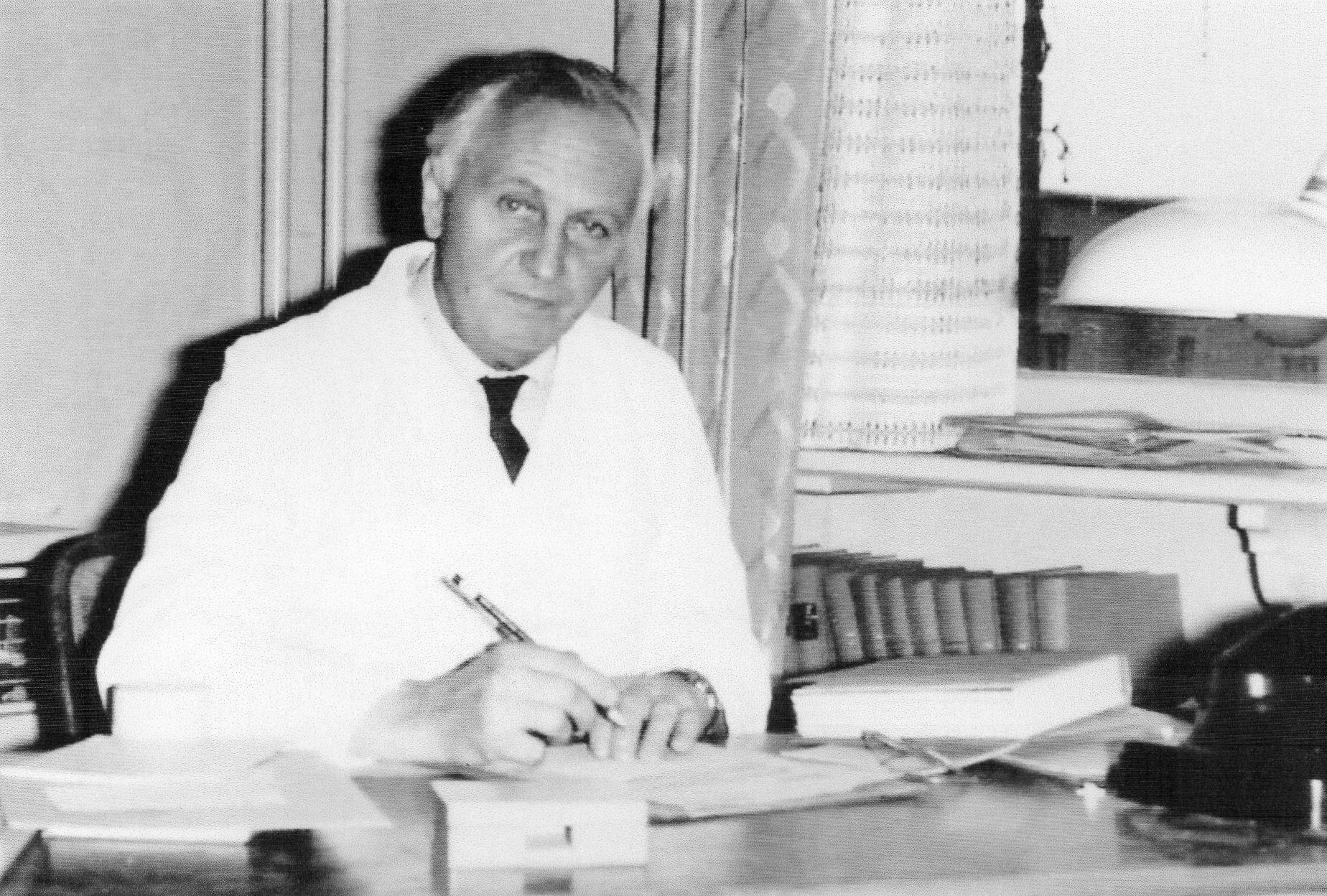
Heinrich Wilhelmi (1906–2005)

- Wilhelmi, Heinz (* 1954), deutscher Fußballspieler
- Wilhelmi, Herbert (1895–1983), deutscher Organist, Komponist und Musikpädagoge
- Wilhelmi, Hermann (1835–1915), deutscher Unternehmer
- Wilhelmi, Irene, deutsche Violinistin und Musikpädagogin
- Wilhelmi, Jeremias Balthasar, deutscher Metallkünstler, Gold- und Silberschmied, Medailleur und Münzmeister
- Wilhelmi, Johann Conrad (1738–1804), deutscher Goldschmied, Königlich Großbritannischer und Kurfürstlich Braunschweig-Lüneburgischer Hofjuwelier sowie Amtsvorsteher
- Wilhelmi, Johann David (1619–1671), deutscher Mediziner
- Wilhelmi, Joseph (1597–1652), deutscher evangelisch-lutherischer Geistlicher und Dichter
- Wilhelmi, Julius (1880–1937), deutscher Zoologe
- Wilhelmi, Karl (1786–1857), deutscher evangelischer Geistlicher und Altertumsforscher
- Wilhelmi, Leopold (1853–1904), deutscher Verwaltungsjurist und Statistiker
- Wilhelmi, Ludwig Wilhelm (1796–1882), nassauischer Landesbischof und Politiker
- Wilhelmi, Maximilian (1861–1913), deutscher Bühnenschauspieler, Theaterregisseur und Theaterleiter
- Wilhelmi, Paul (1858–1943), deutsch-amerikanischer Porträt- und Panoramamaler sowie Illustrator
- Wilhelmi, Paul (1879–1962), deutscher Politiker (FDP), MdL
- Wilhelmi, Roman (1936–1991), polnischer SchauspielerRoman Wilhelmi (1936–1991)

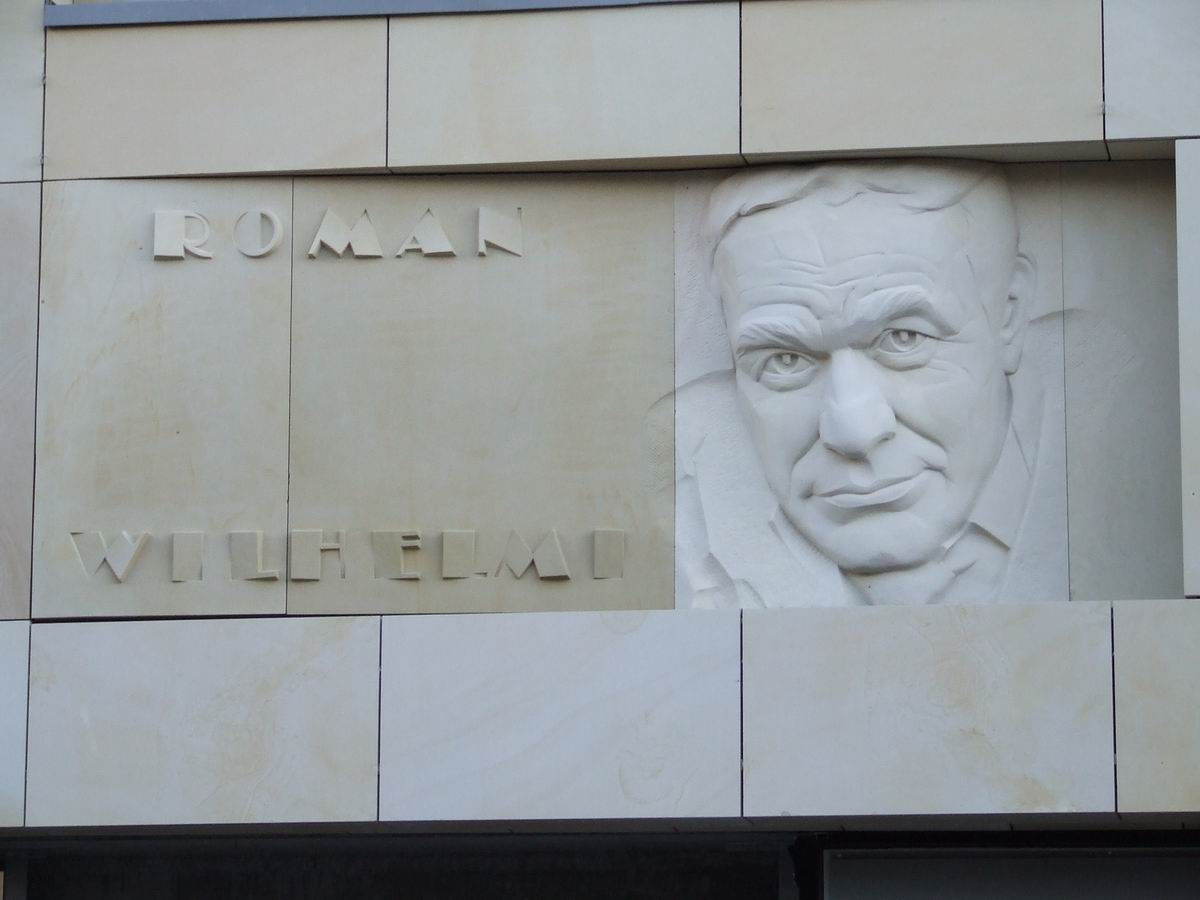
Roman Wilhelmi (1936–1991)

- Wilhelmi, Rüdiger (* 1968), deutscher Jurist und Hochschullehrer
- Wilhelmi, Ruth (1904–1977), deutsche Theaterfotografin
- Wilhelmi, Samuel Anton (1730–1796), Schweizer Theologe
- Wilhelmi, Stefan (* 1966), deutscher Theater- und Fernsehschauspieler
- Wilhelmi, Thomas (* 1955), Schweizer Germanist
- Wilhelmi, Tobias junior, deutscher Bildhauer
- Wilhelmi, Tobias senior († 1691), deutscher Bildhauer
- Wilhelmi, Wilhelm (1850–1928), deutscher Theaterschauspieler
- Wilhelmi, Yannick (* 2000), Schweizer Squashspieler
- Wilhelmina (1880–1962), Königin der Niederlande (1890–1948)Wilhelmina (1880–1962)

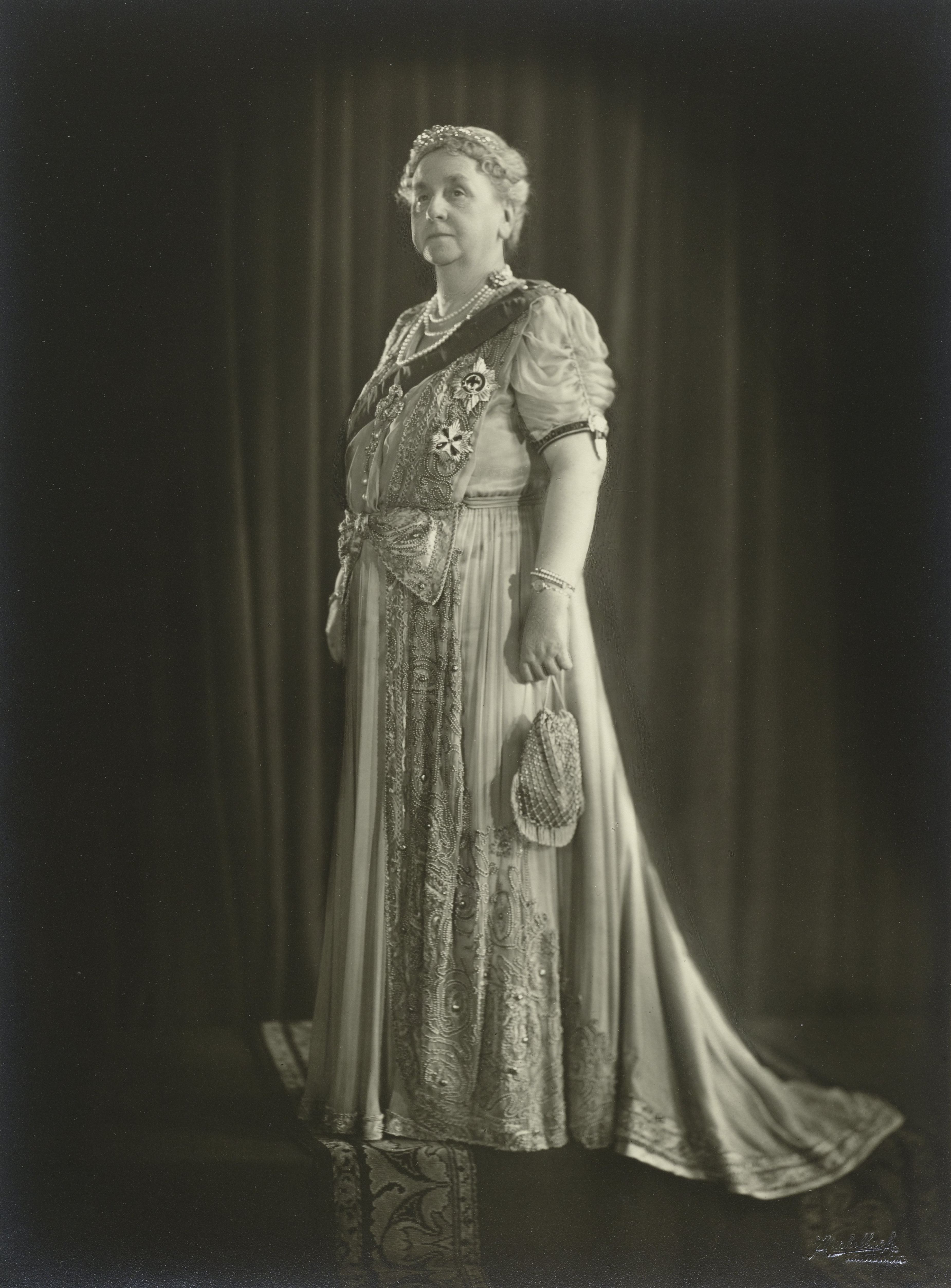
Wilhelmina (1880–1962)

- Wilhelmina Maria (1678–1770), Regentin im Zwergstaat Varel-Kniphausen
- Wilhelmina von Hessen-Rotenburg (1755–1816), Pröpstin im Stift Essen
- Wilhelmine (* 1990), deutsche Popmusikerin
- Wilhelmine Amalie von Braunschweig-Lüneburg (1673–1742), durch Heirat römisch-deutsche Kaiserin
- Wilhelmine Christine von Nassau-Siegen (1629–1700), Gräfin von Nassau-Siegen und durch Heirat Gräfin von Waldeck-Wildungen
- Wilhelmine Ernestine von Dänemark (1650–1706), Kurfürstin von der Pfalz
- Wilhelmine Karoline von Dänemark (1747–1820), Landgräfin von Hessen-Kassel und Kurfürstin von Hessen
- Wilhelmine von Baden (1788–1836), deutsche Adelige, als Frau Ludwigs II., Großherzogin von Hessen und bei Rhein
- Wilhelmine von Dänemark (1808–1891), dänische Prinzessin und Herzogin von Glücksburg
- Wilhelmine von Hessen-Darmstadt (1755–1776), Prinzessin von Hessen-Darmstadt, durch Heirat Großfürstin von Russland
- Wilhelmine von Hessen-Kassel (1726–1808), hessische Prinzessin, Ehefrau des Prinzen Heinrich von Preußen
- Wilhelmine von Montléart (1820–1895), österreichische Adelige und Stifterin
- Wilhelmine von Preußen (1709–1758), preußische Königstochter, Markgräfin von Brandenburg-Bayreuth
- Wilhelmine von Preußen (1774–1837), durch Heirat Königin der NiederlandeWilhelmine von Preußen (1774–1837)

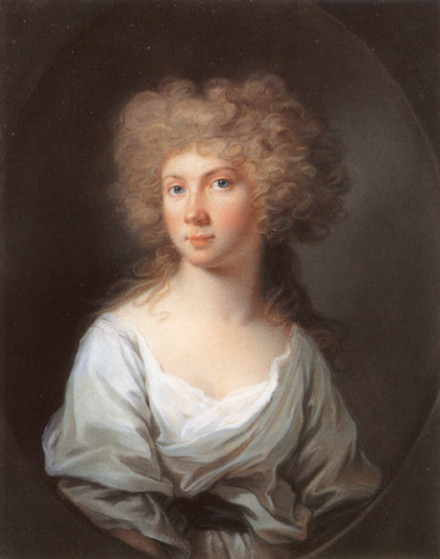
Wilhelmine von Preußen (1774–1837)

- Wilhelmine von Sagan (1781–1839), Herzogin von Sagan, Prinzessin von Kurland und Semgallen, Besitzerin der böhmischen Herrschaft Náchod

##### Wilhelmj
- Wilhelmj, August (1845–1908), deutscher Violinist

##### Wilhelms
- Wilhelms, Andrej (* 1984), deutscher Maler
- Wilhelms, Günter (* 1958), deutscher römisch-katholischer Theologe und Sozialethiker
- Wilhelms, J. Henry (* 1940), deutscher Politiker (CDU), MdBB
- Wilhelms, Manfred, deutscher Filmemacher, Fotograf und Bildender Künstler
- Wilhelms, Thorsten (* 1969), deutscher Radrennfahrer
- Wilhelmseder, Kaspar (1682–1755), Bürgermeister der Stadt Salzburg
- Wilhelmsen, Gertrude (1913–2005), US-amerikanische Diskus- und Speerwerferin
- Wilhelmsen, Thorvald (1912–1996), norwegischer Langstreckenläufer
- Wilhelmsen, Unni (* 1971), norwegische Musikerin und Sängerin
- Wilhelmson, Carl (1866–1928), schwedischer Maler
- Wilhelmson, Göte (1929–2024), schwedischer Jazzmusiker (Akkordeon, Piano), Orchesterleiter und Musikproduzent
- Wilhelmsson, Christian (* 1979), schwedischer Fußballspieler
- Wilhelmsson, Hans (1936–2004), schwedischer Eisschnellläufer

##### Wilhelmu
- Wilhelmus, Wolfgang (1931–2022), deutscher Historiker

##### Wilhelmy
- Wilhelmy, Georg Wilhelm († 1806), deutscher Orgelbauer
- Wilhelmy, Herbert (1910–2003), deutscher Geograph
- Wilhelmy, Johann Georg Wilhelm (1781–1858), deutscher Orgelbauer
- Wilhelmy, Lothar (* 1940), deutscher Unternehmer und Stifter
- Wilhelmy, Ludwig Ferdinand (1812–1864), deutscher Chemiker und Physiker
- Wilhelmy, Winfried (* 1962), deutscher Kunsthistoriker

### Wilhi
- Wilhite, Sarah (* 1995), US-amerikanische Volleyballspielerin
- Wilhite, Steve (1948–2022), US-amerikanischer Informatiker; Erfinder des GIF

### Wilhj
- Wilhjelm, Henrik (* 1935), dänischer Pastor, Hochschullehrer und Autor
- Wilhjelm, Johannes (1868–1938), dänischer Maler
- Wilhjelm, Nils (1936–2018), dänischer Politiker (Det Konservative Folkeparti), Mitglied des Folketing und Minister

### Wilho
- Wilhoit, Lisa (* 1981), US-amerikanische Schauspielerin
- Wilhoite, Kathleen (* 1964), US-amerikanische Schauspielerin und MusikerinKathleen Wilhoite (* 1964)

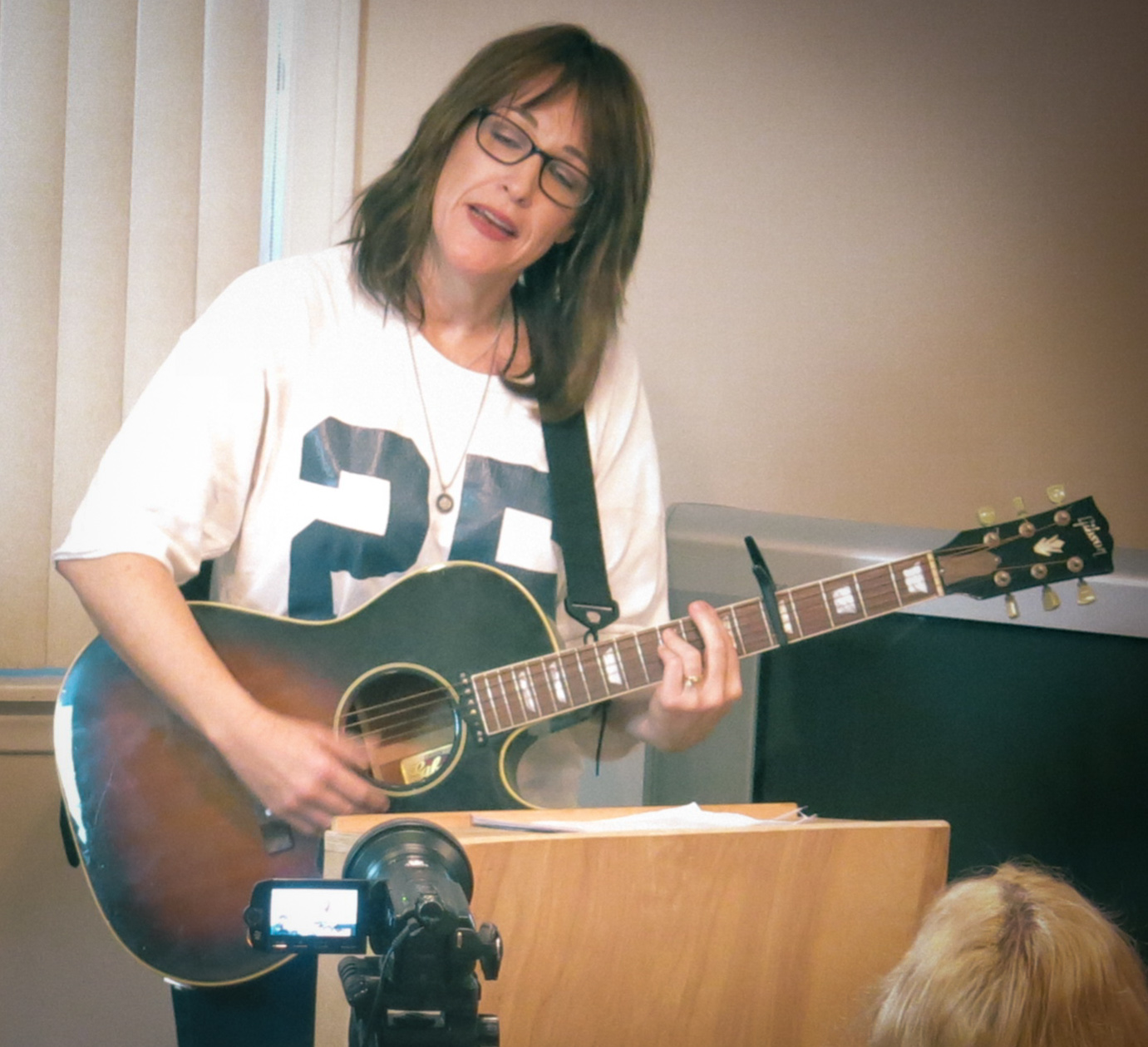
Kathleen Wilhoite (* 1964)

- Wilholt, Torsten (* 1973), deutscher Philosoph und Hochschullehrer